# Elektronisches Schießkino

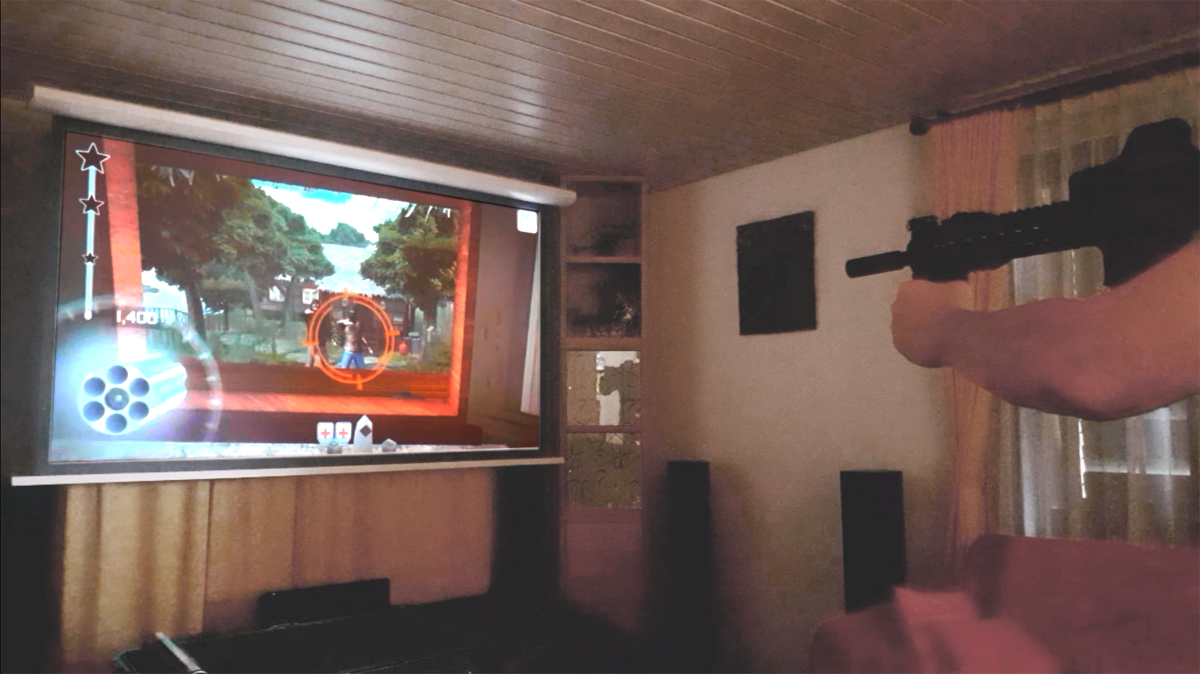
Elektronisches Schießkino, Schussmarkierer innerhalb Mündungsfeuerdämpfer einer Softairwaffe HK416, gefilmt und ausgewertet mit 120 Frames pro Sekunde (fps) einer Global-Shutter Industriekamera mit Variofocal low distortion Objektiv

Ein elektronisches Schießkino ist eine Schießanlage für reale Schusswaffen oder für elektronisch modifizierte Waffen mit einem Laser als Schussmarkierer. Anstelle konventioneller Schießscheiben werden die Ziele auf einer Bildwand mit einem Videoprojektor abgebildet.
Die gebräuchlichsten Varianten der Positionsermittlung eines Treffers erfolgt unter anderem aus der
- Auswertung der Position des Laserpunktes eines Schussmarkierers auf der Bildwand mittels einer Kamera
- Auswertung der Position der Wärmesignatur des Projektils, welche beim Durchschlagen einer schusssicheren Bildwand entsteht, mittels einer Wärmebildkamera
- Auswertung der Position des Unterbruchs innerhalb eines Lichtgitters, welche das Projektil beim Durchschreiten erzeugt
- Auswertung der Position des Einschusslochs, welches das Projektil beim Durchschlagen einer Bildwand erzeugt
- Auswertung unterschiedlicher Laufzeiten des Schalls, welche das Projektil beim Durchschreiten erzeugt

Bei der Auswertung mittels einer Kamera wird die gefilmte Bildwand aus dem Videostream ausgeschnitten. In diesem Bildwandausschnitt werden der Treffer erkannt und die Koordinaten berechnet. Diese Koordinaten werden auf den zu steuernden Monitor (Videoprojektor) gemappt, auf welchem dann ein Steuerevent, zum Beispiel ein Mausklick, generiert wird.

## Schussmarkierung
Die Auslösung des Laserimpulses zur Berechnung der Trefferkoordinaten erfolgt bei Laserpistolen oder Trainingswaffen mit integriertem Laser durch Betätigung des Abzuges. Reale Waffen oder Softairwaffen können mit Schussmarkierern ausgerüstet werden. Die Auslösung der Schussmarkierer erfolgt je nach Ausführung über Zentralfeuerpatronen auslösende Schlagbolzen oder über Vibrationen, welche durch den Schlagbolzen, eine Schussabgabe oder dem Repetieren des Schlittens entstehen.

### Mechanisch auslösende Schussmarkierer

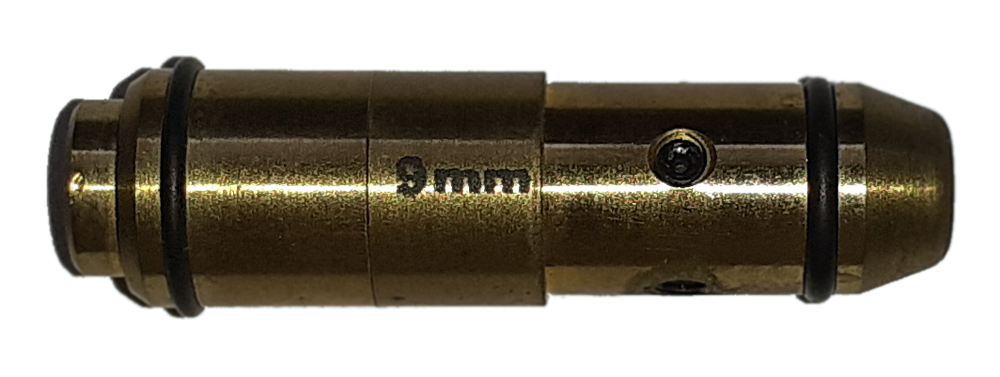
Schussmarkierer – Auslösung durch Schlagbolzen – Montage in Patronenlager
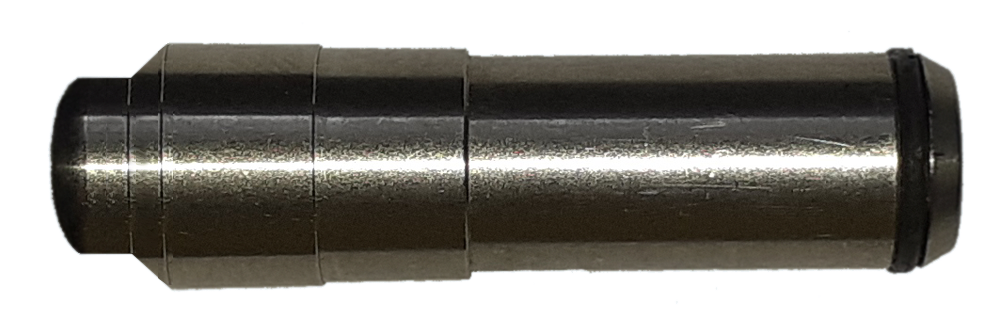
Schussmarkierer – Auslösung durch Schlagbolzen – Montage in Patronenlager

Mechanisch auslösende Schussmarkierer werden innerhalb des Patronenlagers eingesetzt und durch den Schlagbolzen ausgelöst. Dieser trifft auf einen integrierten Mikroschalter, welcher den Laserimpuls auslöst. Da weder die Form des Schlagbolzens noch die Eindringtiefe in das Zündhütchen einer Normierung unterliegen, empfiehlt es sich, den Einsatz vorab mit der verwendeten Waffe und dem vorgesehenen Schussmarkierer zu prüfen.

### Elektronisch auslösende Schussmarkierer

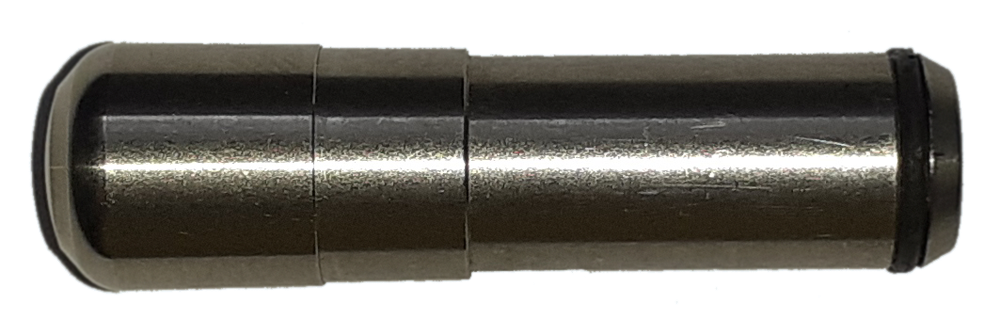
Schussmarkierer – Auslösung durch Vibration – Montage in Patronenlager, in Mündungsfeuerdämpfer-, Schalldämpferattrappe oder auf einer Waffenschiene (NATO-, Picatinny-, Weaver-Schiene)
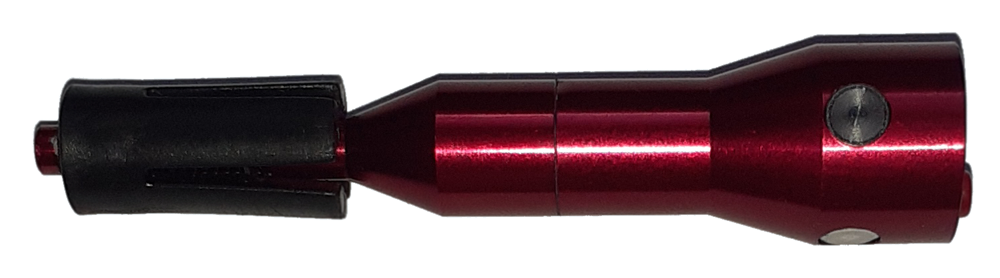
Schussmarkierer – Auslösung durch Vibration – Montage in Lauf

Elektronisch auslösende Schussmarkierer können je nach Ausführung innerhalb des Patronenlagers, innerhalb des Laufs oder außerhalb der Waffe auf einer Waffenschiene (NATO-, Picatinny-, Weaver-Schiene) oder in einer Mündungsfeuerdämpfer/Schalldämpfer-Montagevorrichtung eingesetzt werden. Sie werden durch Vibrationen ausgelöst, welche durch den Schlagbolzen, eine Schussabgabe oder das Repetieren des Schlittens entstehen. Da die entstehenden Vibrationen je nach eingesetzter Waffe, Montageart und Montageposition unterschiedlich stark ausfallen, empfiehlt es sich, den Einsatz vorab mit der verwendeten Waffe und dem vorgesehenen Schussmarkierer zu prüfen.

## Waffentypen
Prinzipiell eignet sich jede Art von Schusswaffe für den Einsatz in einem elektronischen Schießkino. Während Laserpistolen konstruktionsbedingt bereits alle Kriterien erfüllen, müssen reale Schusswaffen oder Softairwaffen mit Schussmarkieren nachgerüstet und gegebenenfalls modifiziert werden.

### Laserpistolen

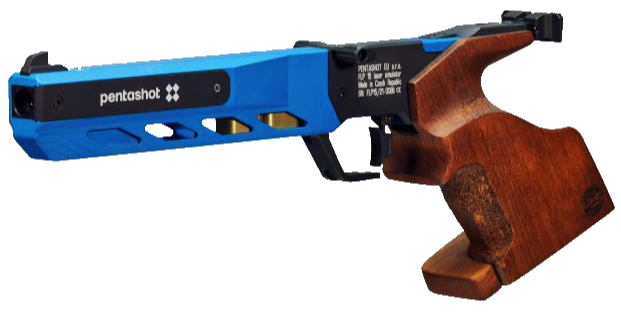
Laserpistolen für Modernen Fünfkampf, Laser Run und Triathle
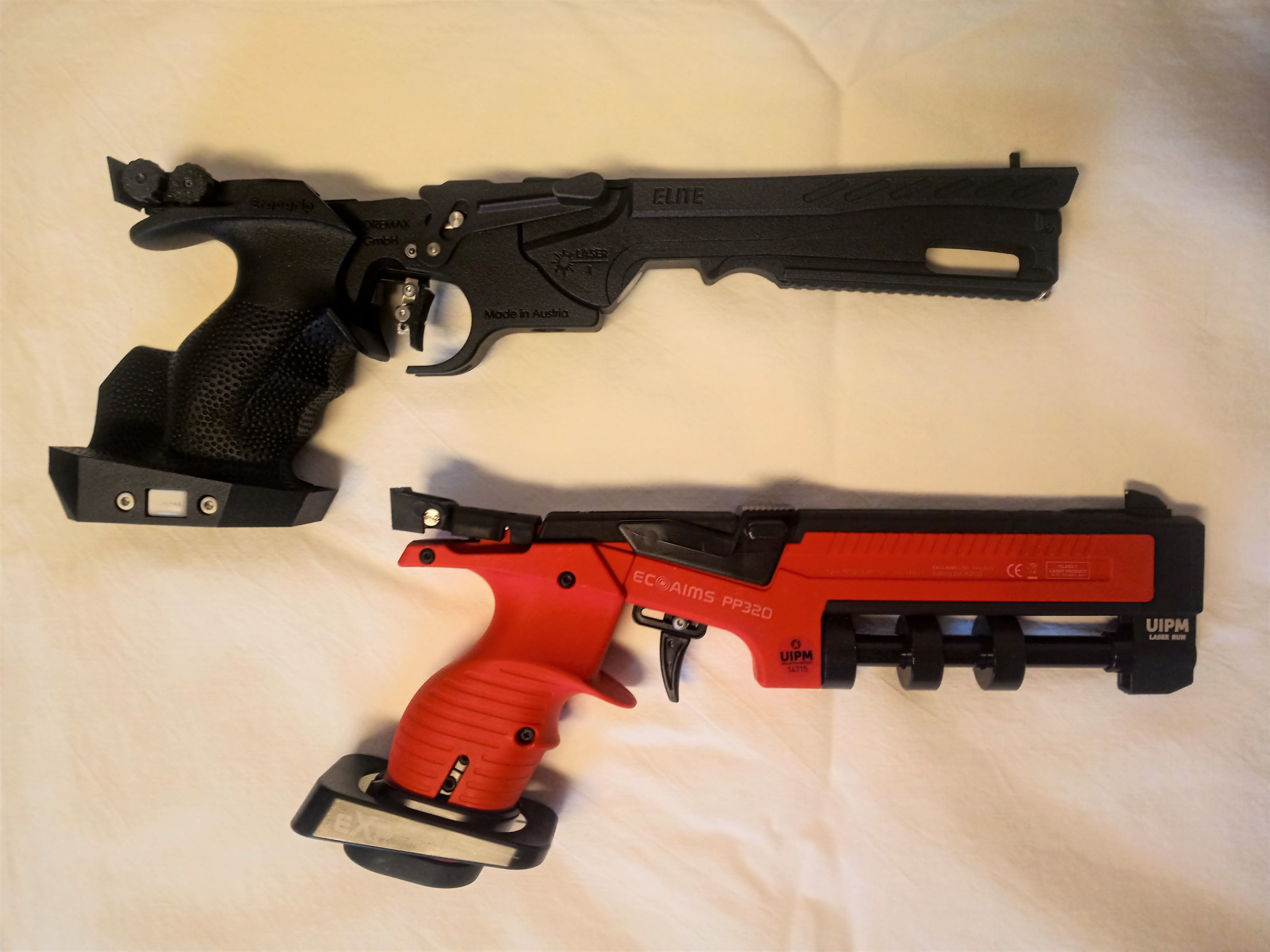
Laserpistolen für Modernen Fünfkampf, Laser Run und Triathle
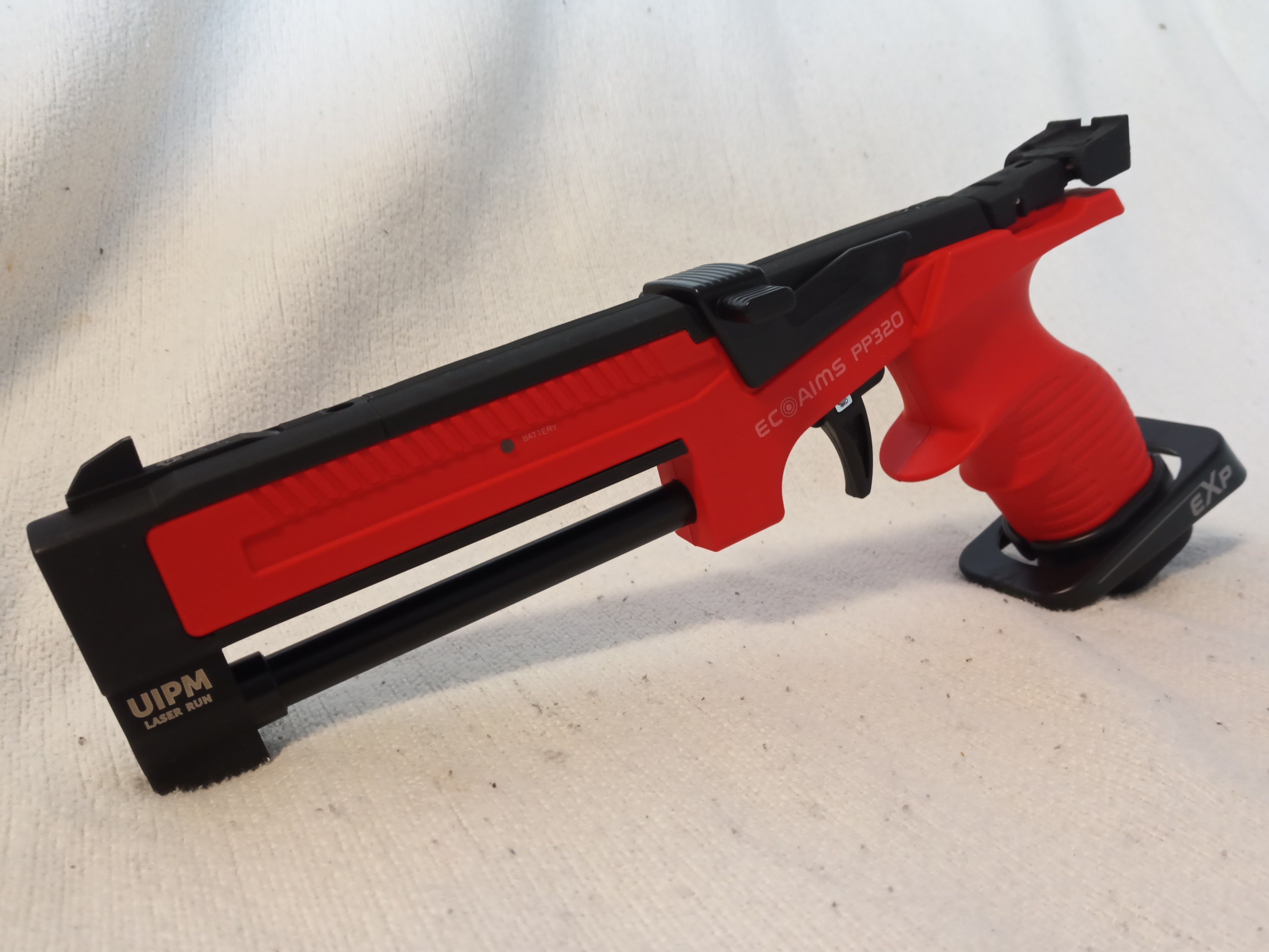
Laserpistolen für Modernen Fünfkampf, Laser Run und Triathle

Laserpistolen sind Sportgeräte, welche für Schießdisziplinen im Modernen Fünfkampf, beim Laser Run und Triathle verwendet werden. Sie sind für Teilnehmende und Zuschauer ungefährlich und unterliegen nicht der Waffengesetzgebung, sofern sie eindeutig auch von Laien auf den ersten Blick von realen Waffen unterscheidbar sind. Laserpistolen können sofort und ohne Modifikationen in einem elektronischen Schießkino eingesetzt werden.

### Schusswaffen

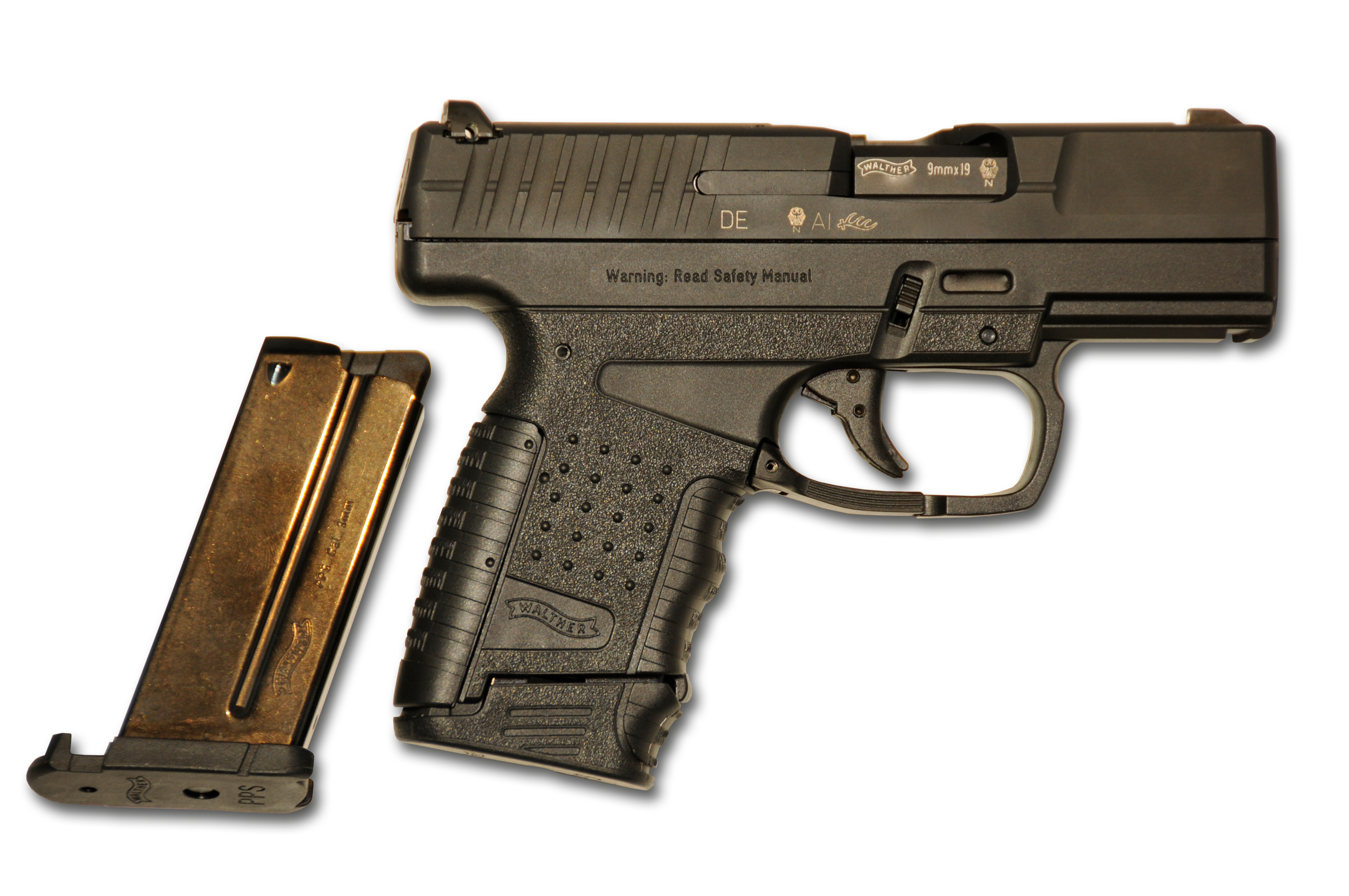
Die Walther PPS M2 arbeitet im Double-Action-Modus, was bedeutet, dass der Abzug sowohl das Vorspannen des Hahns als auch das Auslösen des Schusses bewirkt.
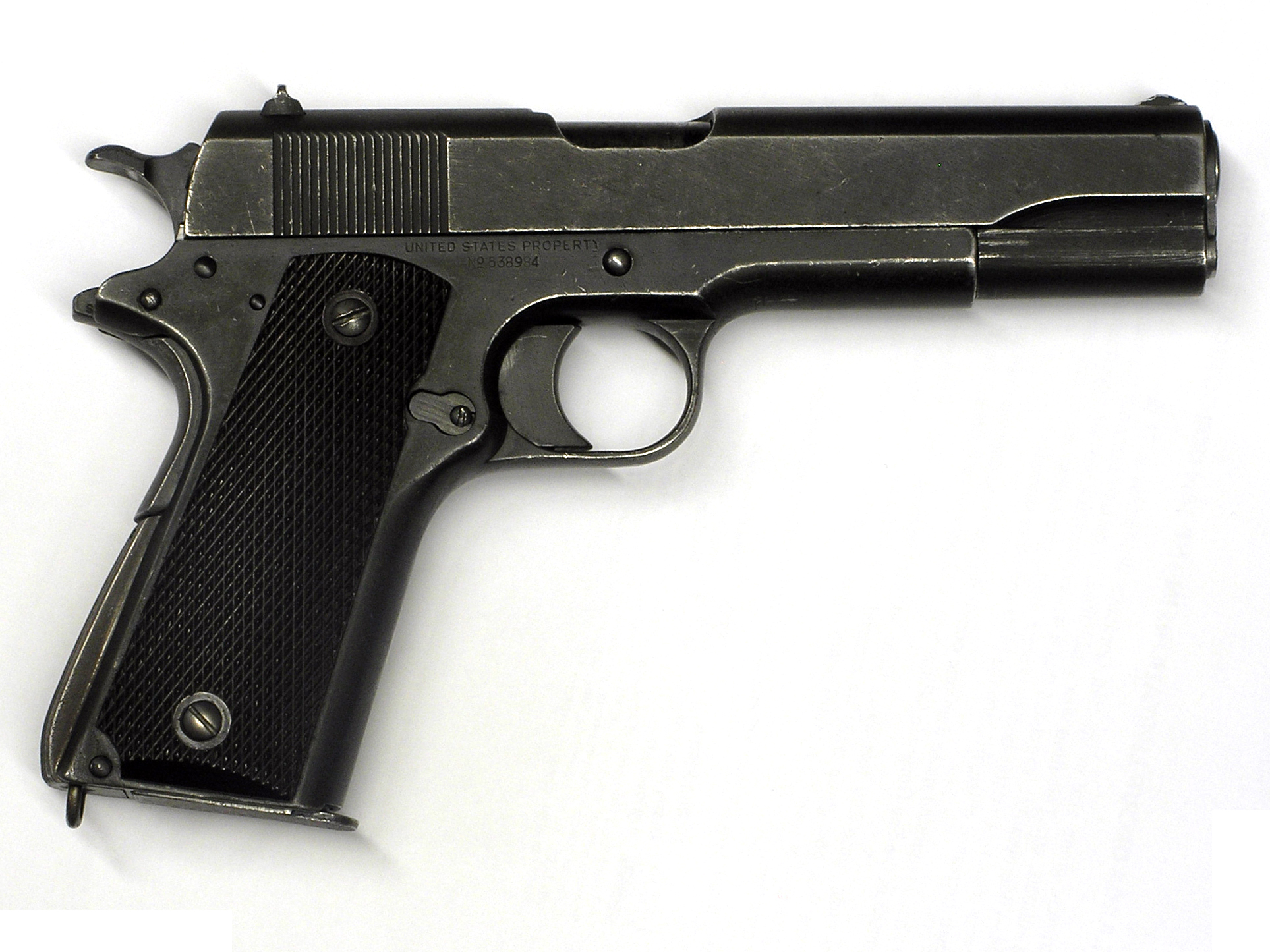
Die Colt M1911 arbeitet im Single-Action-Modus, was bedeutet, dass das Spannen des Hahns erforderlich ist, um den Abzug zu betätigen und einen Schuss abzugeben
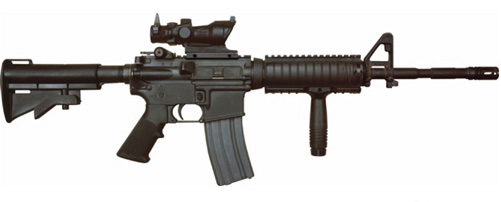
Die Colt M4 arbeitet im Single-Action-Modus, was bedeutet, dass ein bereits gespannter Hahn erforderlich ist, um den Abzug zu betätigen und einen Schuss abzugeben.

Reale Schusswaffen können mit externen Schussmarkierern in einem elektronischen, den Laserpunkt detektierenden Schießkino eingesetzt werden. Bei einer Verwendung von Platzpatronen kommen externe, elektronisch auslösende Schussmarkierer zur Anwendung. In das Patronenlager eingesetzte, mechanisch auslösende Schussmarkierer benötigen eine Auslösung des Schlagbolzens. Während bei Single-Action-Abzügen nach jeder Schussabgabe das Abzugsystem von Hand neu gespannt werden muss, können bei Double-Action- oder Double-Action-Only-Abzügen ohne das manuellen Spannen des Abzugsystems mehrere Schüsse nacheinander abgegeben werden.
Gasdrucklader-Waffen benötigen je nach Ausführung und Modell ein Manöverpatronengerät, um bei Verwendung von Platzpatronen den benötigten Gasdruck aufbauen zu können.

### Softairwaffen

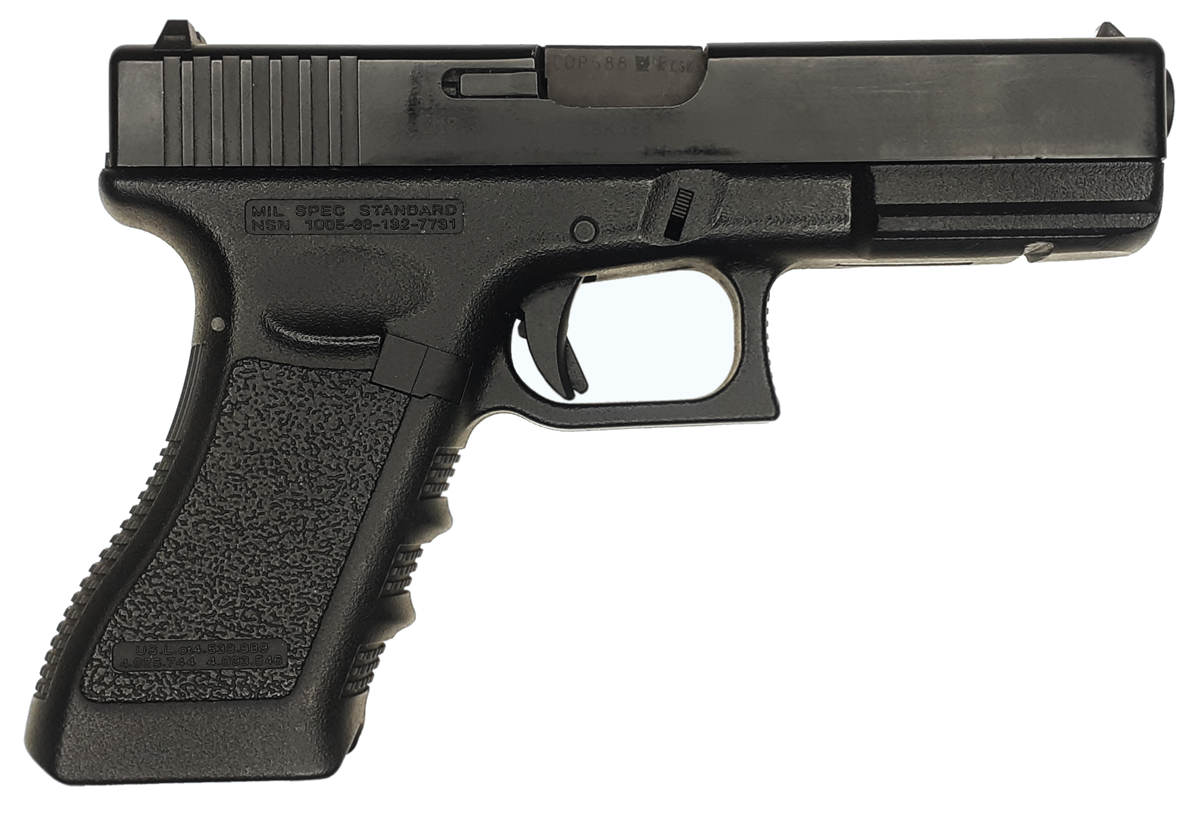
GBB Softairwaffe Glock 17 – Der Schlittenarretierbolzen muss im Magazin blockiert oder entfernt werden, um mit einem leeren Magazin nacheinander mehrere Schüsse abgeben zu können
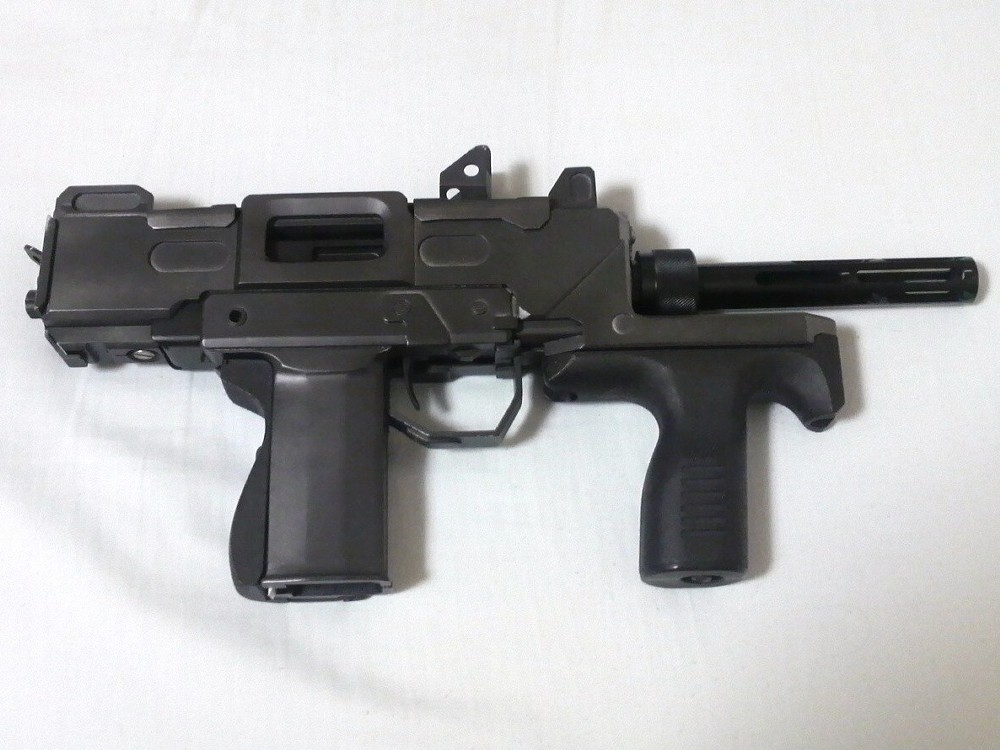
EBB Softairwaffe Minebea PM-9 – Mit einem leeren Magazin wird keine Modifikation benötigt um nacheinander mehrere Schüsse abgeben zu können
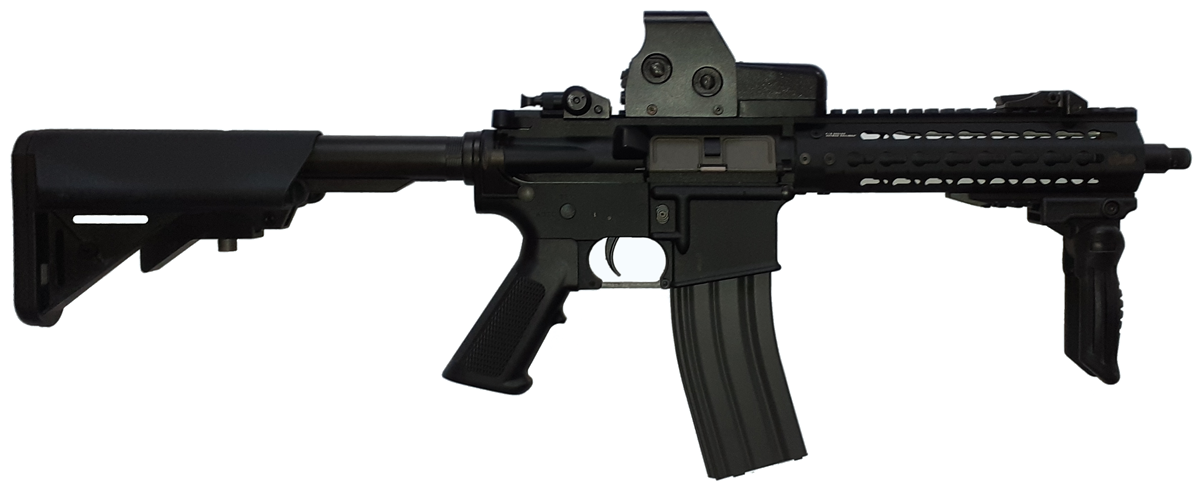
EBB Softairwaffe HK-416 – Mit einem leeren Magazin wird keine Modifikation benötigt um nacheinander mehrere Schüsse abgeben zu können.

Softairwaffen sind je nach Ausführung in Form, Bedienung und Gewicht täuschend echt aussehende Replikate realer Schusswaffen. Softairwaffen können mit externen Schussmarkierern oder mit einem Ersatzlauf mit integriertem Schussmarkierer in einem elektronischen Schießkino eingesetzt werden. Repetierpistolen oder Revolver benötigen keine weitere Modifikation, da der Verschluss bei leerer Trommel oder leerem Magazin nicht blockiert. Waffen mit einem Schlittenfang oder einem Verschlussfang blockieren den Schlitten bzw. den Verschluss. Sofern keine Softairmunition (BBs) verschossen wird, muss je nach Ausführung das Magazin oder der Schlittenfang modifiziert werden, um das Verriegeln des Verschlusses oder das Arretieren des Schlittens zu verhindern.

## Montage der Schussmarkierer
Während Laserpistolen und Trainingswaffen mit integriertem Laser für ein elektronisches Schießkino sofort verwendet werden können, benötigen reale Waffen oder Softairwaffen einen zusätzlichen Schussmarkierer. Es bestehen je nach Ausführung des Schussmarkierers verschiedenen Montagearten, welche einen erheblichen Einfluss auf den Einsatz und das Training haben.

### Montage innerhalb des Patronenlagers

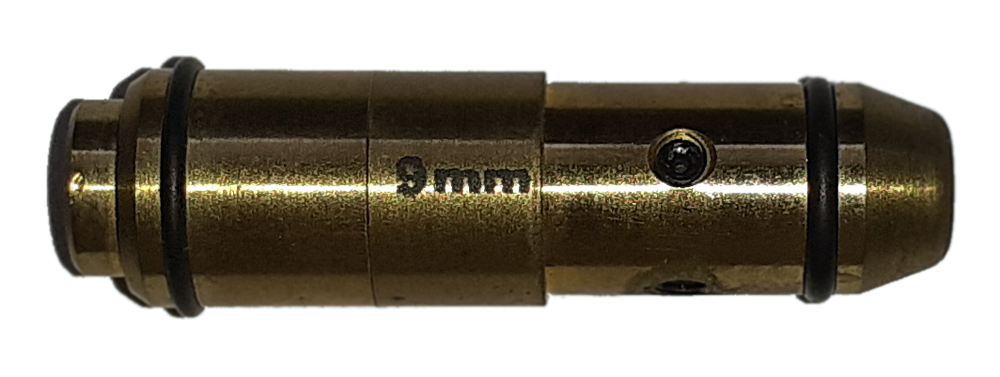
Schussmarkierer – Auslösung durch Schlagbolzen – Montage in Patronenlager
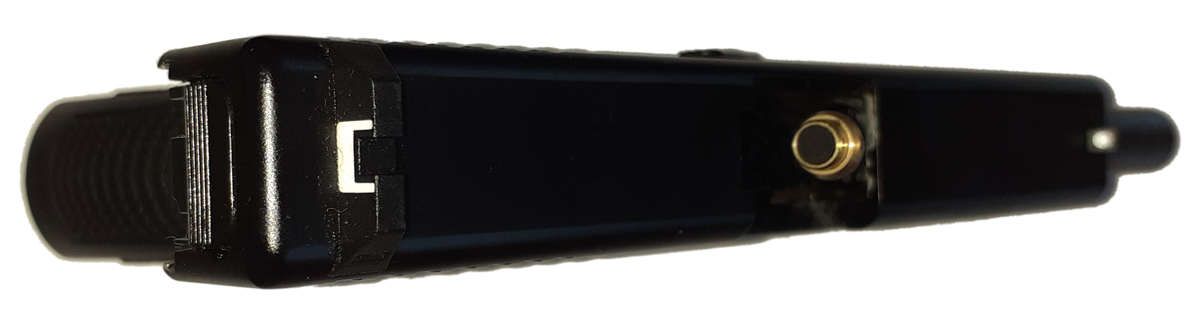
Aufsicht eines mechanisch auslösenden Schussmarkierers, welcher innerhalb des Patronenlagers eingesetzt wird
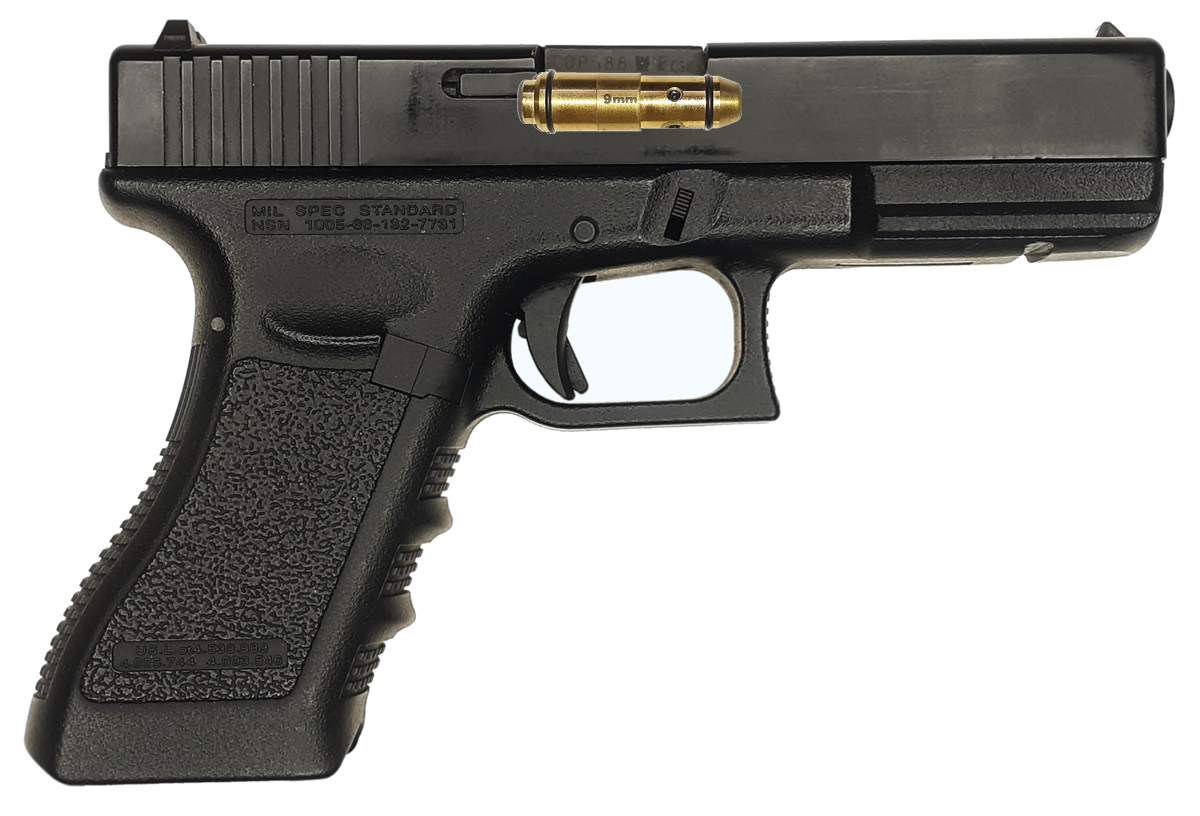
Seitenansicht eines mechanisch auslösenden Schussmarkierers, welcher innerhalb des Patronenlagers eingesetzt wird

Diese Varianten, erhältlich für reale Schusswaffen, erkennen entweder die entstehenden Vibration beim Auftreffen des Schlagbolzens, oder der Schlagbolzen betätigt einen Mikroschalter innerhalb des Schussmarkierers und löst dabei den Laserimpuls aus.
- Ein Schussmarkierer innerhalb des Patronenlagers verlängert den Lauf der Waffe nicht, somit ist das Training „Ziehen aus dem Holster und die darauf folgende Schussabgabe“ uneingeschränkt möglich.
- Der Schussmarkierer blockiert das Patronenlager, somit ist ein Training mit Platzpatronen oder realen Patronen nicht möglich.
- Der Schussmarkierer ist nur für die Waffen einsetzbar, welche das Kaliber des Schussmarkierers verwenden.
- Für das Training mit einem Revolver und mehreren aufeinander folgenden Schüssen muss jedes Patronenlager der Trommel mit einem Schussmarkierer belegt sein.

### Ersatzlauf für Softairwaffen

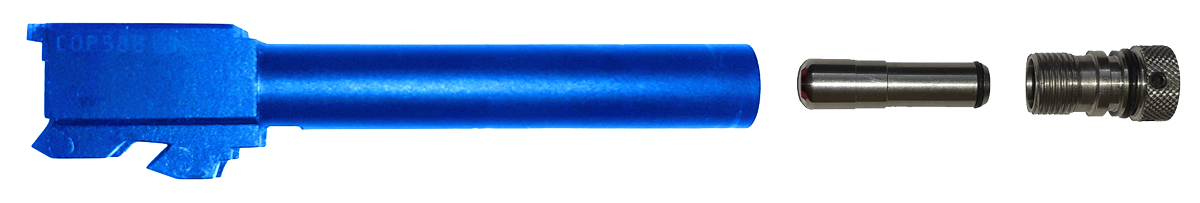
Schussmarkierer als Laufersatz
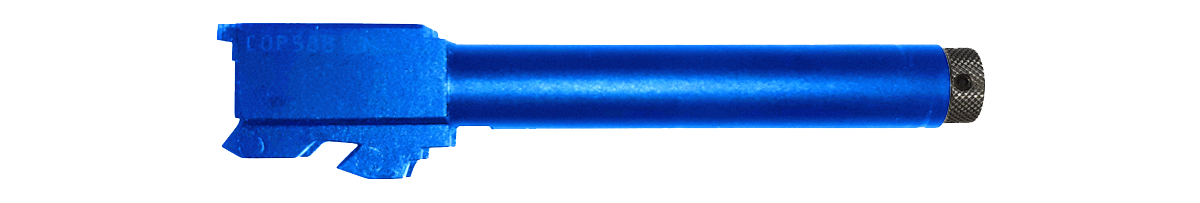
Schussmarkierer als Laufersatz montiert
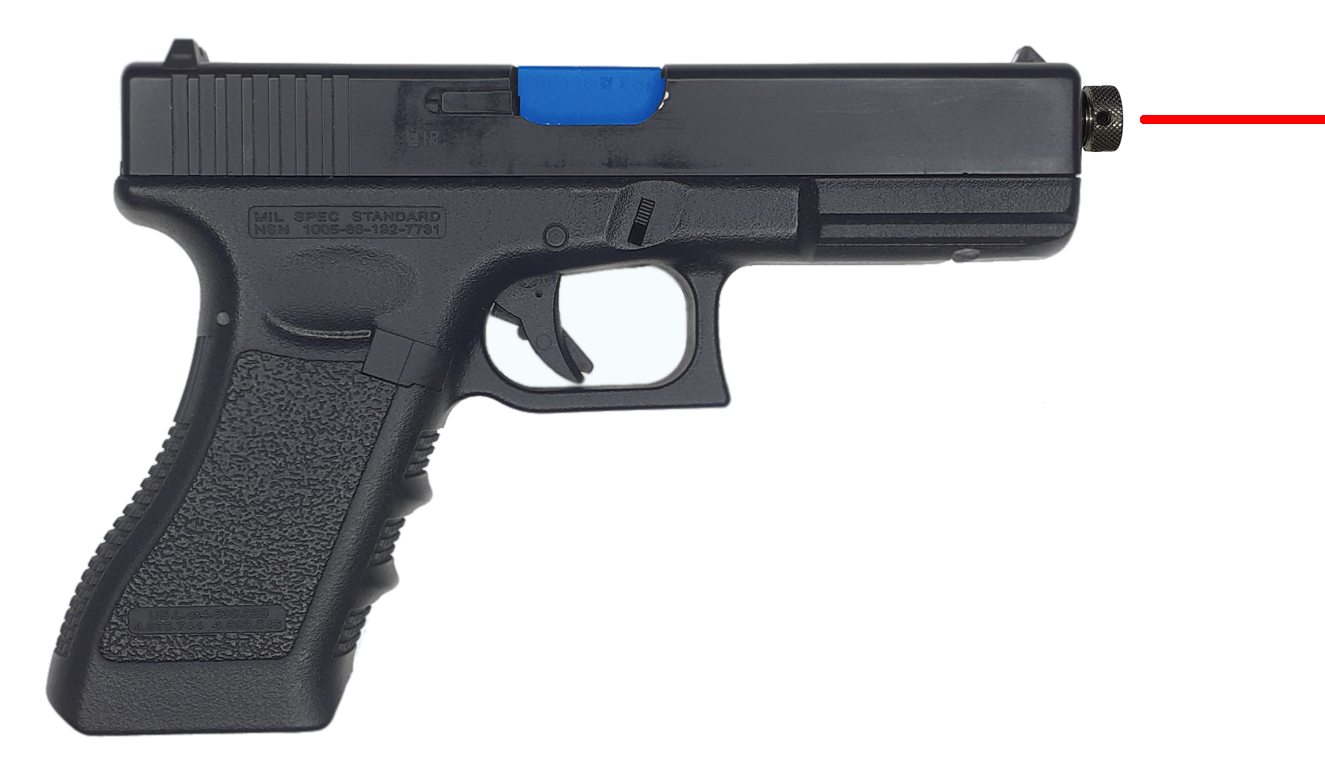
Softairwaffe mit Schussmarkierer als Laufersatz

Diese Variante erkennt die entstehende Vibration bei einer Schussabgabe und löst dabei den Laserimpuls aus.
- Der Schussmarkierer verlängert den Lauf der Waffe nur unwesentlich, somit ist das Training „Ziehen aus dem Holster und die darauf folgende Schussabgabe“ mit einem normalen Holster unter Umständen möglich.
- Diese Art des Schussmarkierers ist nur für Softairwaffen einsetzbar, für welche der Hersteller die Kompatibilität bestätigt hat.

### Montage innerhalb des Laufes

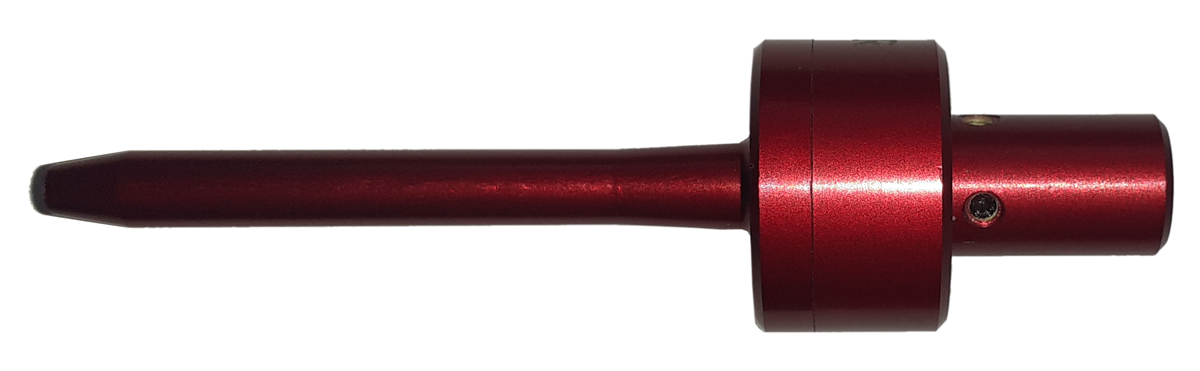
Schussmarkierer Laufmontage – Kaliber .22 oder .223
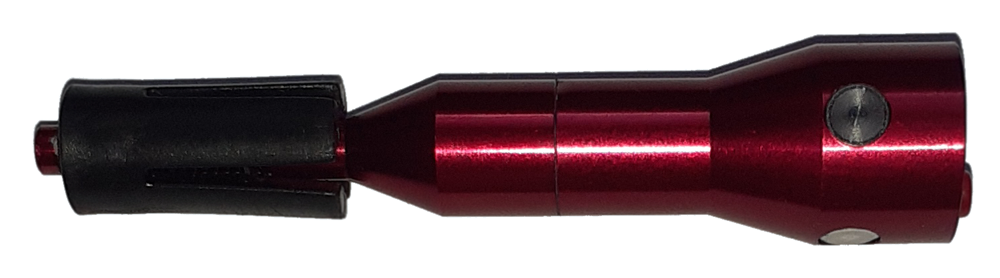
Schussmarkierer in Laufmontage – Kaliber .35 bis .45
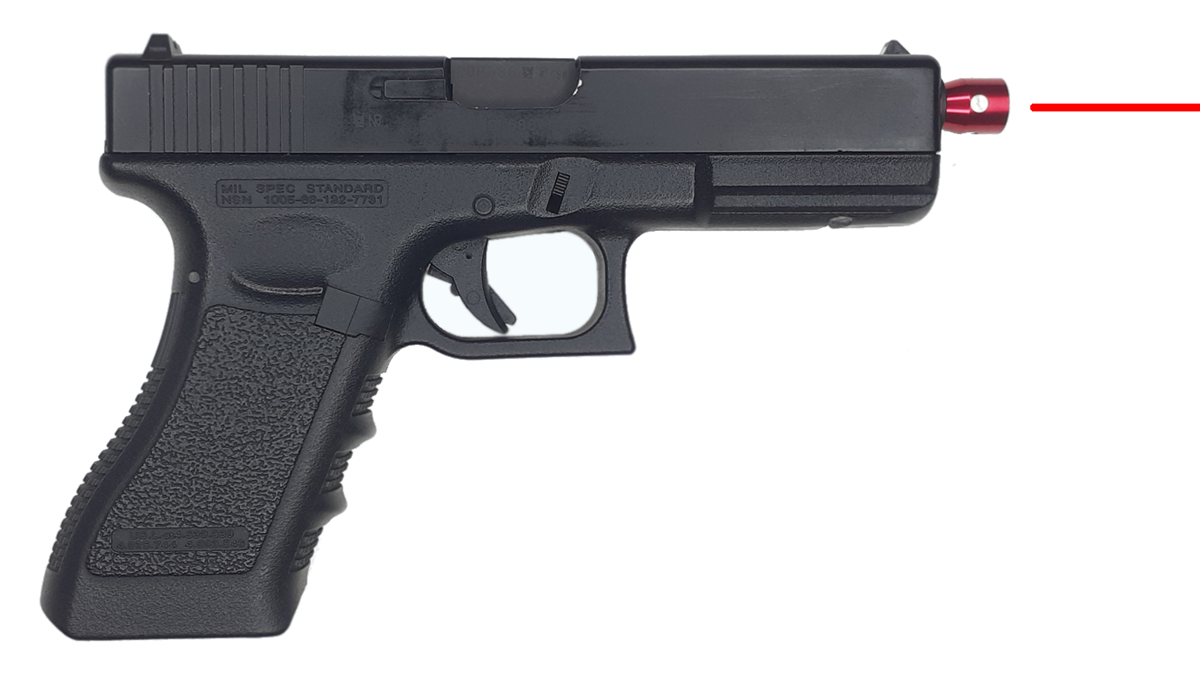
Schussmarkierer in Lauf montiert

Diese Varianten, erhältlich für reale Schusswaffen, erkennen die entstehende Vibration beim Auftreffen des Schlagbolzens und lösen dabei den Laserimpuls aus.
- Der Schussmarkierer verlängert den Lauf der Waffe, dies kann das Training „Ziehen aus dem Holster und die darauf folgende Schussabgabe“ beeinflussen.
- Der Schussmarkierer blockiert den realen Lauf der Waffe, somit ist ein Training mit Platzpatronen oder realen Patronen nicht möglich.
- Der Schussmarkierer ist nur für die Kalibergrößen einsetzbar, für welche der Hersteller die Kompatibilität bestätigt hat.

### Montage außerhalb des Laufes

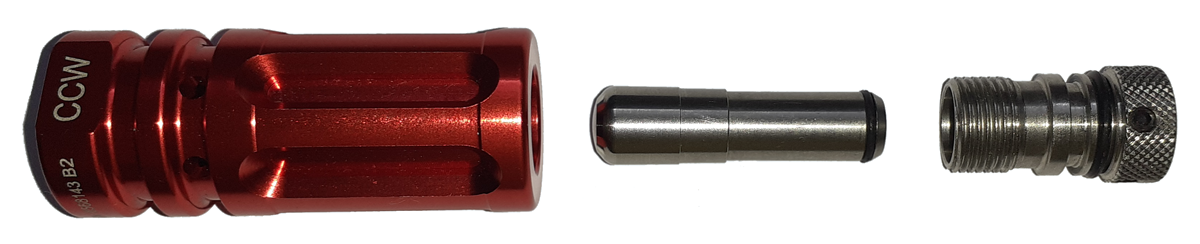
Schussmarkierer in Schalldämpfer oder Mündungsfeuerdämpfer Adapter
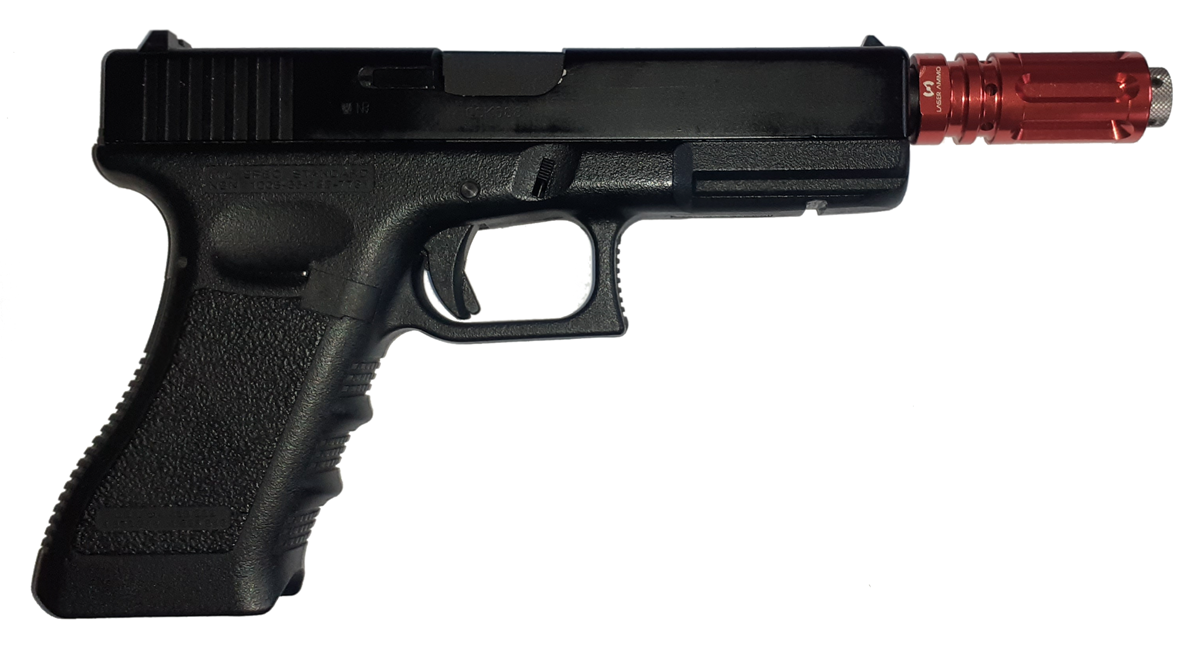
Schussmarkierer in Schalldämpfer oder Mündungsfeuerdämpfer Adapter für Softairkurzwaffen (M14 Feingewinde CW oder CCW)
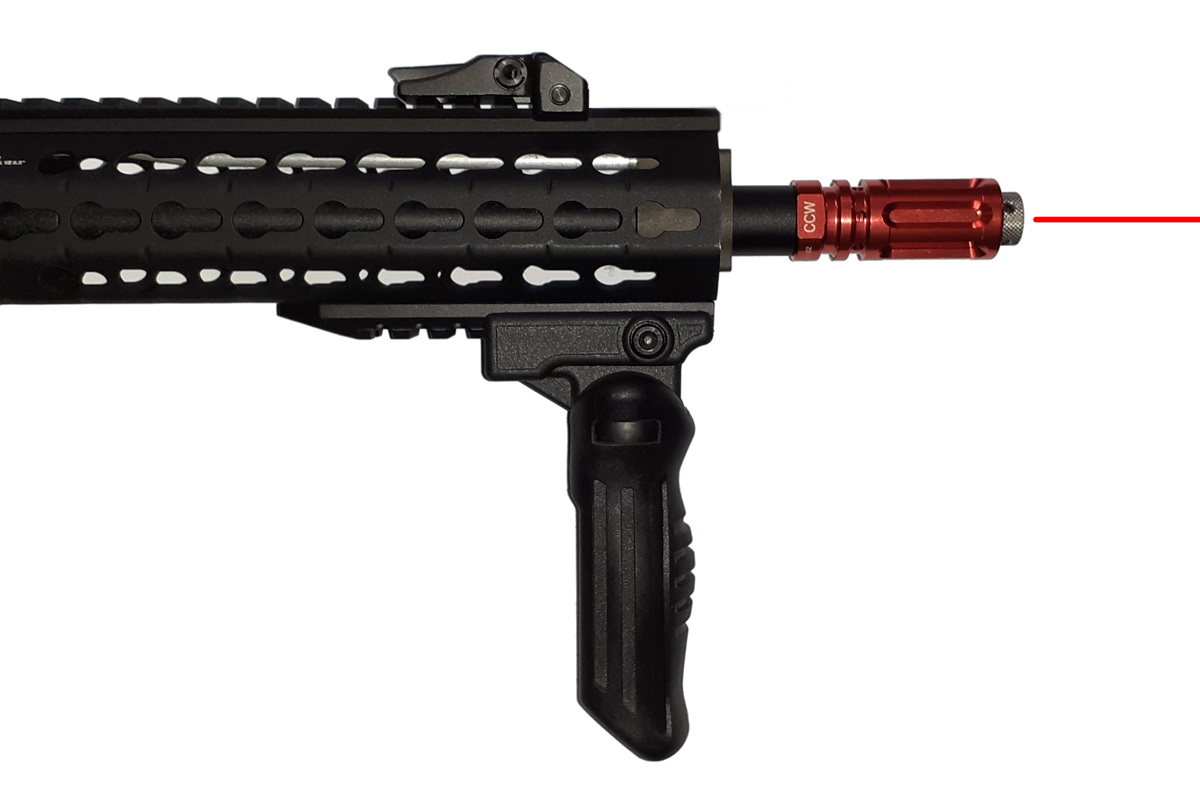
Schussmarkierer in Schalldämpfer oder Mündungsfeuerdämpfer Adapter für Softairlangwaffen (M14 Feingewinde CW oder CCW)

Diese Varianten erkennen die entstehende Vibration beim Auftreffen des Schlagbolzens oder dem Repetieren des Schlittens und lösen dabei den Laserimpuls aus.
- Der Schussmarkierer verlängert den Lauf der Waffe, dies kann das Training „Ziehen aus dem Holster und die darauf folgende Schussabgabe“ beeinflussen.
- Der Schussmarkierer blockiert den Lauf der Waffe, somit ist ein Training mit Platzpatronen oder realen Patronen nicht möglich.
- Der Schussmarkierer ist für alle Waffen einsetzbar, welche ein Gewinde für einen Schalldämpfer oder Mündungsfeuerdämpfer besitzen und die zur Auslösung notwendige Vibration erreichen. Während reale Waffen je nach Hersteller und Modell unterschiedliche Gewindearten besitzen, verwenden Softairwaffen mehrheitlich ein M14- oder M16-Feingewinde, das als Rechtsgewinde (im englischen Clock-Wise „CW“ genannt) oder als Linksgewinde (im englischen Counter-Clock-Wise „CCW“ genannt) ausgeführt sein kann. Der Fachhandel bietet diverse Adapter zur Anpassung verschiedener Gewindegrößen und Gewindedrehrichtungen an.

### Montage auf einer Waffenschiene

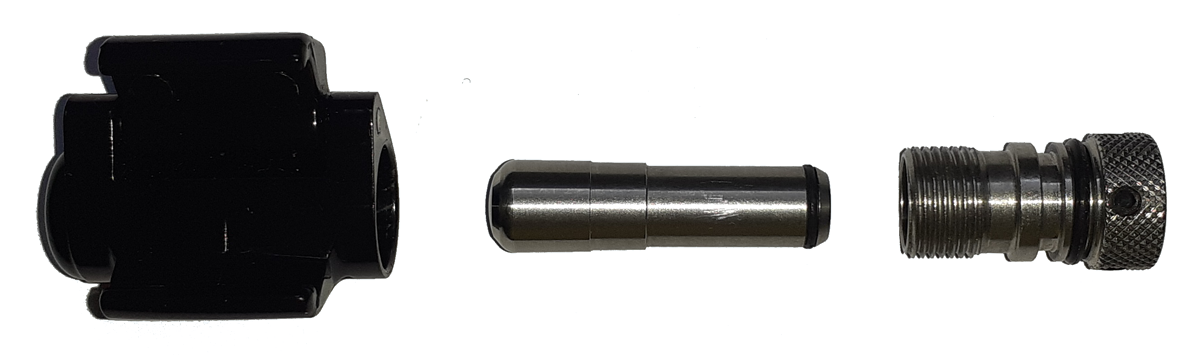
Schussmarkierer in Montageadapter für Waffenschienen
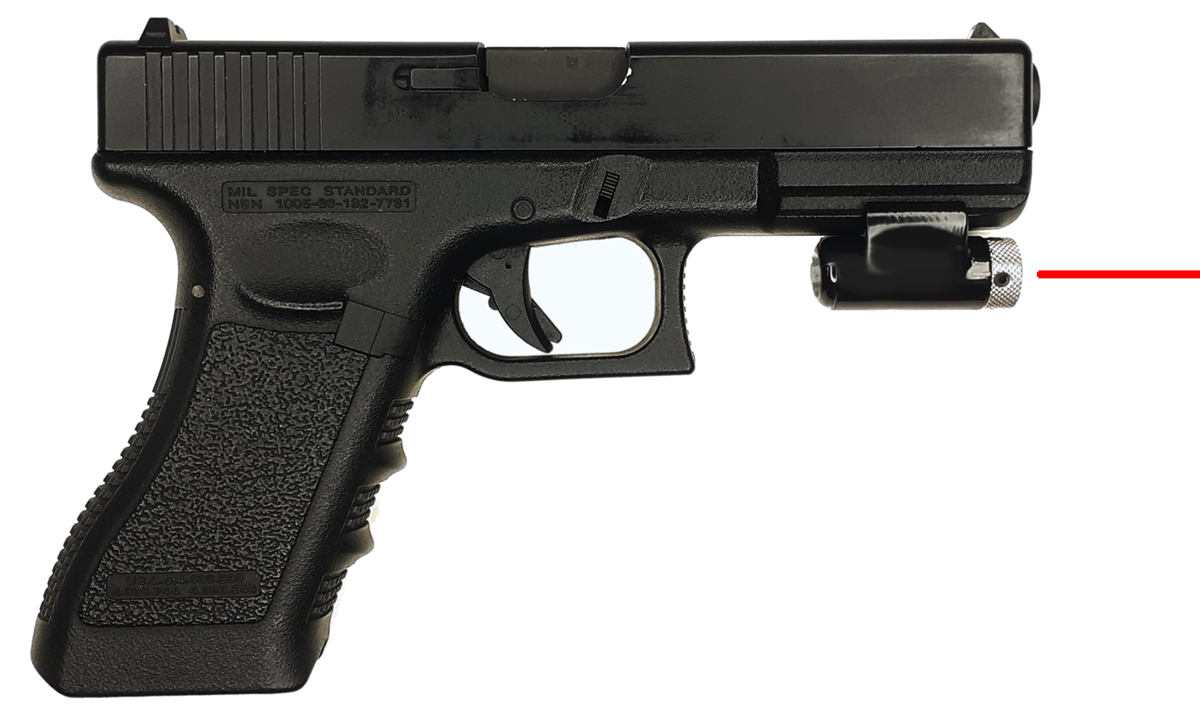
Waffe mit Schussmarkierer auf Waffenschiene
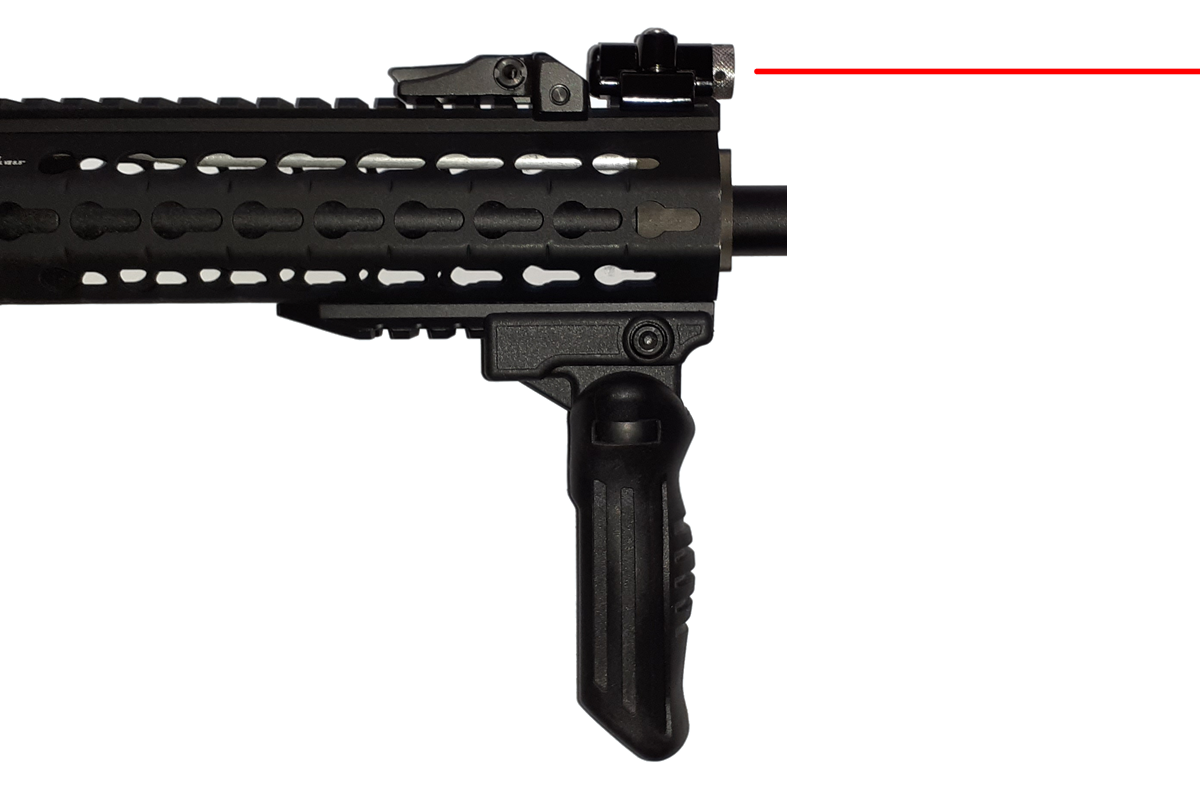
Waffe mit Schussmarkierer auf Waffenschiene

Diese Varianten erkennen die entstehende Vibration beim Repetieren des Schlittens, beim Auftreffen des Schlagbolzens oder einer Schussabgabe und lösen dabei den Laserimpuls aus.
- Der Schussmarkierer verlängert den Lauf der Waffe nicht, dennoch benötigt diese Kombination ein entsprechendes Holster, damit ein Training „Ziehen aus dem Holster und die darauf folgende Schussabgabe“ absolviert werden kann.
- Der Schussmarkierer blockiert den Lauf der Waffe nicht, somit ist ein Training mit Platzpatronen oder realen Patronen möglich. Waffen, die nach dem Gasdrucklader-Prinzip funktionieren, benötigen für die Verwendung von Platzpatronen unter Umständen ein Manöverpatronengerät, um den benötigten Gasdruck zu erreichen.
- Der Schussmarkierer ist für alle Waffen einsetzbar, welche eine entsprechende Waffenschiene besitzen und die zur Auslösung notwendige Vibration erreichen.

## Schusserkennung
Der Schussmarkierer sendet nach einer Schussabgabe einen kurzen Laserimpuls aus. Eine Kamera filmt dabei die Bildwand und übergibt die einzelnen Frames (Einzelbilder) einer Erkennungssoftware, welche den Treffer erkennt und die entsprechenden Koordinaten berechnet. Für die Schusserkennung eignet sich jede von der Erkennungssoftware unterstützte Kamera.
Für die Verwendung von Schussmarkierern mit Lasern, die im nicht sichtbaren Infrarotbereich senden, wird eine Kamera ohne integrierten Infrarotlicht sperrenden Filter eingesetzt. (NIR-Kamera)
Für eine Erkennung eignen sich USB3-Kameras besser als herkömmliche USB2-Kameras. Da das Protokoll USB3 mehr Daten liefert und hierfür weniger Computerressourcen benötigt, stehen mehr Ressourcen für die Erkennungssoftware und der Trainingseinheit zur Verfügung. USB3-Kameras können auch mehr Bilder pro Sekunde liefern, was die Genauigkeit der Schusserkennung verbessert.

### Webcam

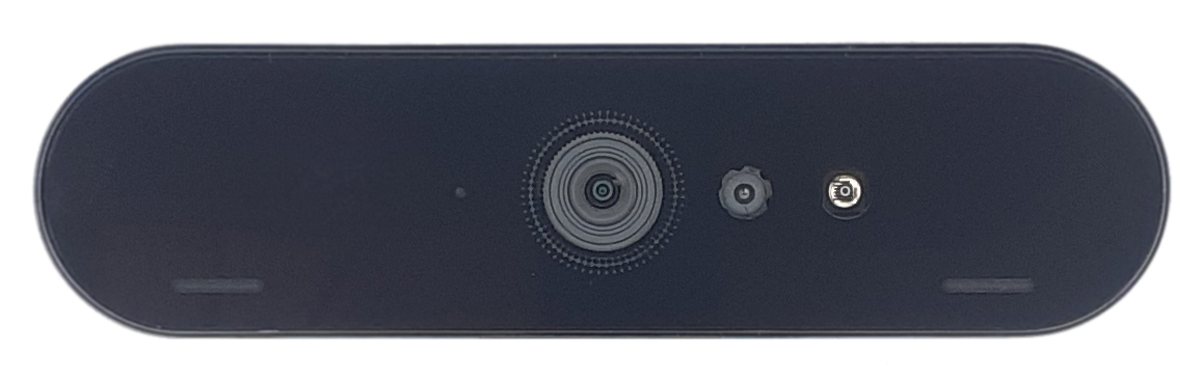
Webcam im höheren Preissegment mit bis zu 90 (fps)

Webcams eignen sich als eher im Niedrigpreissegment angesiedelte Kameras gut für eine Schusserkennung. Allerdings besitzen sie ein fix eingebautes Objektiv mit vorgegebenen oder in Stufen einstellbaren Brennweiten (Bildwinkeln), welches die Positionierung der Kamera für einen formatfüllenden Bildwandausschnitt erschwert. Zudem besitzen sie einen Infrarotlicht sperrenden Filter, welcher den Einsatz von Schussmarkierern mit im nicht sichtbaren Infrarotbereich sendenden Lasern erschwert. Die Frameraten von Webcams liegen je nach eingestellter Auflösung im Bereich von 30 bis 60 Bildern pro Sekunde (fps), hochpreisige Modelle können bis zu 120 Bilder pro Sekunde liefern.

### Industriekamera

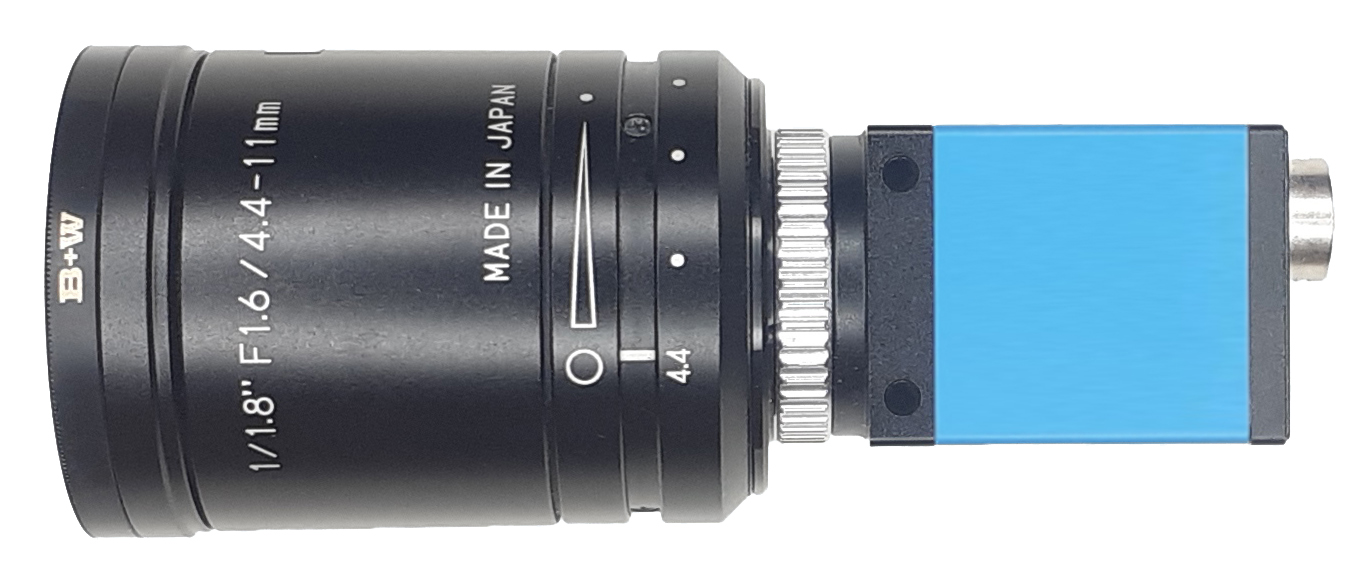
Industriekamera mit Variofocal low distortion Objektiv

Industriekameras eignen sich als eher im Hochpreissegment angesiedelte Kameras perfekt für eine Schusserkennung. Sie bieten dank separat erhältlichen Objektiven eine perfekte Positionierung, meist auch höhere Auflösungen und Bildwiederholfrequenzen. Zudem sind Versionen ohne Infrarotlicht sperrende Filter erhältlich (NIR-Kameras). Schwarzweiß-Industriekameras sind dabei lichtempfindlicher und liefern schärfere Bilder, da sie keine Farbmaske (etwa einen Bayer-Sensor) benötigen. Für sich bewegende Objekte eignen sich Global-Shutter-Kameras besser als Rolling-Shutter-Modelle, weil sie lichtempfindlicher sind und schärfere Bilder erzeugen.

### Kameraeinstellung

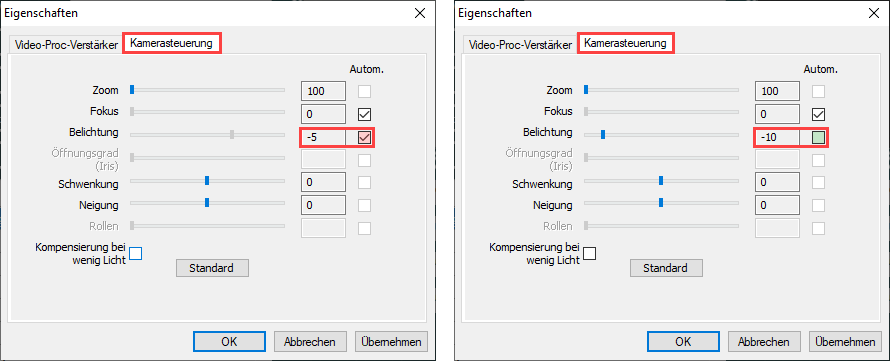
Windows-eigener Universal-Webcamtreiber für eine Anpassung der Belichtungszeit

Das Ziel einer Kamera ist, eine möglichst wirklichkeitsgetreue Aufnahme der gefilmten Szene zu erreichen. In der Grundeinstellung wird die Belichtungszeit automatisch eingestellt. Dies führt bei schlechten Lichtverhältnissen zu einer Verlängerung der Belichtungszeit und dementsprechend zu einer reduzierten Framerate. Durch eine manuelle Verkürzung der Belichtungszeit bis zu dem Wert, bei welchem der Laserpunkt noch eindeutig von der Schusserkennungssoftware erkannt wird, kann die maximale Framerate der Kamera erreicht werden. Moderne Schusserkennungssysteme bieten den Aufruf der Kameraeigenschaften an, alternativ kann auch über ffmpeg oder mit Hilfe einer Streamingsoftware das Eigenschaftenfenster der Kamera geöffnet werden.

## Trainingseinheiten

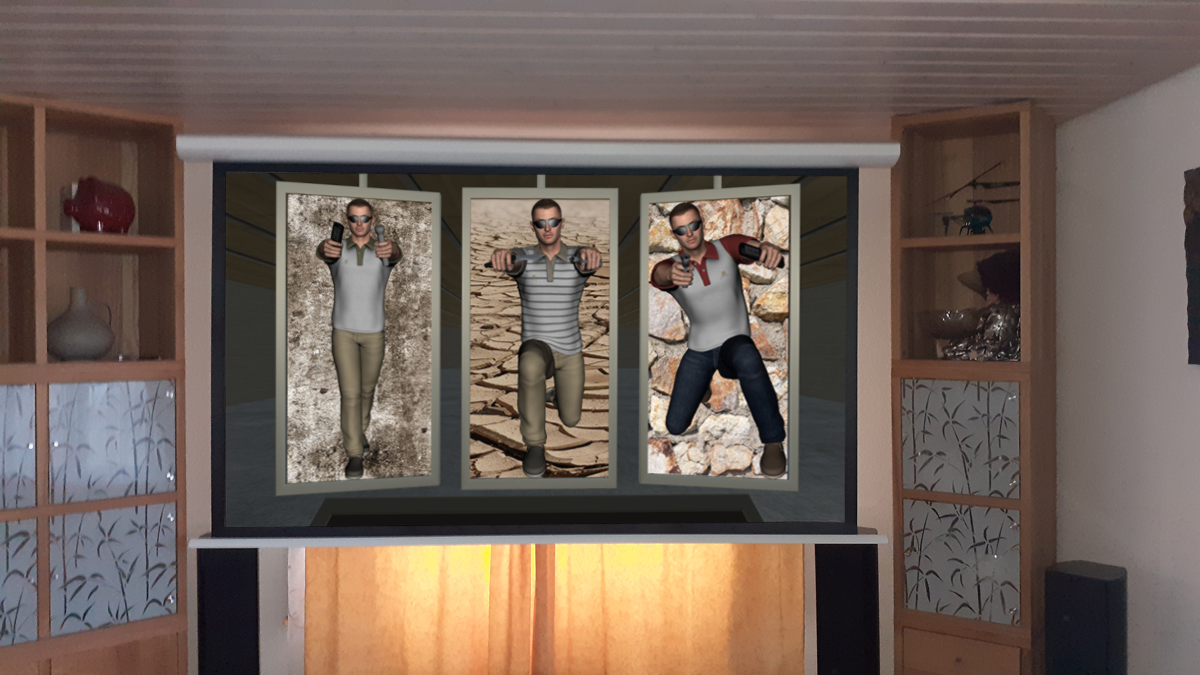
Beispiel einer Trainingseinheit zur Freund-Feind-Erkennung (Friend or Foe)

Es gibt in sich geschlossene Schusserkennungssysteme, welche nur mit den von dem Hersteller angebotenen Trainingseinheiten betrieben werden können. Offene Systeme hingegen können mit allen kompatiblen Trainingseinheiten, zum Beispiel mit zahlreichen Rail Shootern oder Lightgun-Spielen, betrieben werden. Eine generelle Aussage über die Kompatibilität der Trainingseinheiten mit offenen Schusserkennungssystemen lässt sich nicht treffen, zu umfangreich sind die verschiedenen Kriterien.
- Relative Maussteuerung – Verwendet die Trainingseinheit relative Mauswerte, so wird die Entfernung der Maus seit dem letzten Frame ausgewertet. Die Trainingseinheit verwendet somit keine absoluten X/Y-Koordinaten, welche von der Schusserkennungssoftware ausgewertet und übermittelt werden können.[5]
- Spiel-Engine – Die verwendete Spiel-Engine der Trainingseinheit kann einen Einfluss auf die Steuerung einer Trainingseinheit haben.
- Programmiersprache – Die Höhe der Programmiersprache, in welcher die Schusserkennungssoftware geschrieben wurde, kann einen Einfluss auf die Steuerung einer Trainingseinheit haben.
- Lightgun-spezifische Aktionen – Gewisse Lightgun-Spiele verwenden ein „Schießen außerhalb des Bildschirmes“ als Nachladefunktion oder gewisse Tastaturkommandos für zum Beispiel ein „Ducken“ oder ein „Seitwärts lehnen“. Diese Funktionen können über die Tastatur oder zum Beispiel über einen Tastaturemulator in Kombination mit Pedalen verwendet werden.[6]
- Emulatoren – Konsolen-Emulatoren müssen einen Lightgun-Support bieten, welcher die berechneten Koordinaten des Treffers als Steuerevent einer Lightgun dem emulierten Spiel übermittelt.
- Spiele mit Anti-Cheat-Software – Viele moderne Spiele verwenden Anti-Cheat-Software, die externe Eingaben blockiert oder erkennt. Diese Programme können verhindern, dass Mausklicks von Automatisierungstools simuliert werden.
- Spezielle Eingabemethoden – Trainingseinheiten, welche spezielle Eingabemethoden verwenden, wie zum Beispiel DirectX oder OpenGL, können problematisch sein, da sie nicht immer auf die standardmäßigen Betriebssystem-Eingaben reagieren.

## Präzision
Verschiedene Faktoren beeinflussen die Präzision der Erkennung des Treffers. Zu diesen Faktoren zählen unter anderem die Geschwindigkeit der Erkennung eines Laserpunktes, die Auflösung des Ausschnitts der gefilmten Bildwand, die perspektivische Verkürzung der Aufnahme und die Objektivverzeichnung.

### Erkennungsgeschwindigkeit

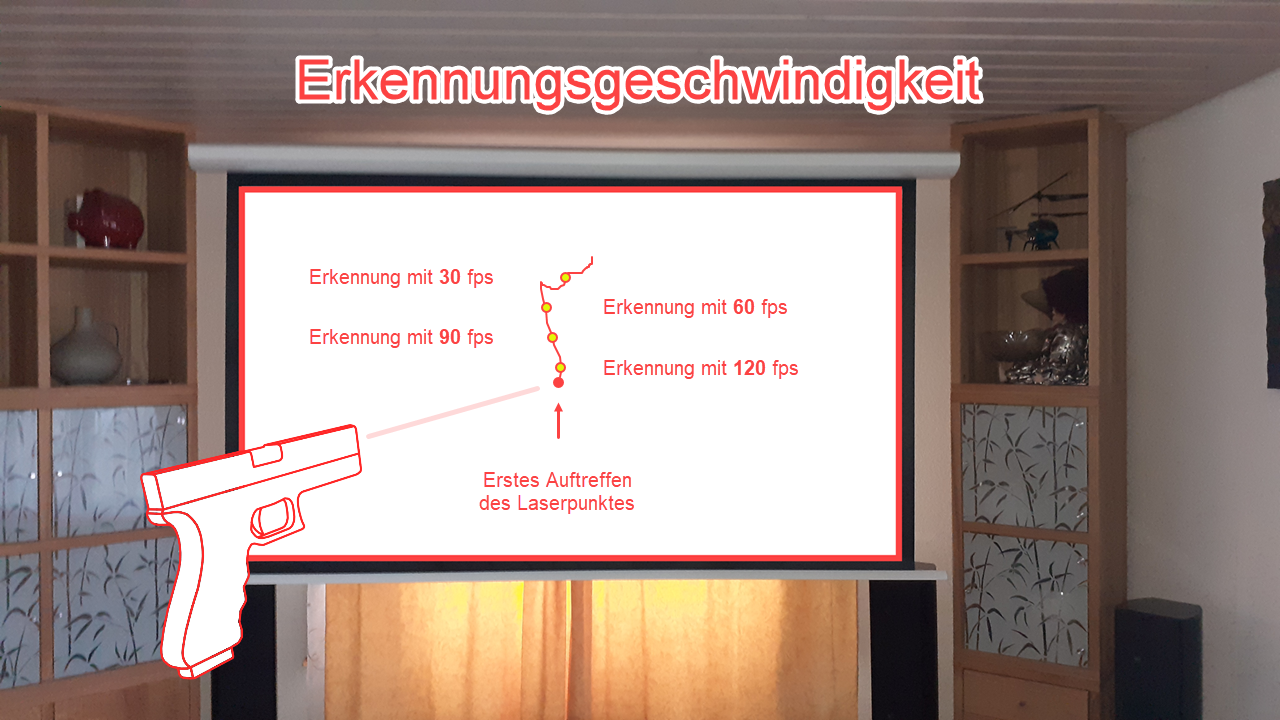
Vereinfachte Darstellung der gesteigerten Präzision durch eine schnellere Berechnung der Trefferkoordinaten

Die Geschwindigkeit der Erkennung und die darauf folgende Berechnung der Trefferkoordinaten hat bei Laser-Schussmarkierern den größten Einfluss auf die Präzision des Gesamtsystems. Jeder Verzug der Waffe, welcher beim Betätigen des Abzugs oder durch den Rückschlag entsteht, erzeugt auf der Bildwand für die Dauer der Auslösung des Lasers eine Laserlichtlinie. Dieser Effekt wird bei aktionsgeladenen Trainingseinheiten, zum Beispiel bei Videospielen, durch die Bewegung der Waffe für das Zielen auf die sich bewegenden Ziel noch verstärkt. Je schneller die Trefferkoordinaten berechnet werden, desto näher befinden sich die ermittelten Koordinaten am Ort des ersten Auftreffens des Laserstrahls auf der Bildwand. Moderne Erkennungssysteme können mehr als 300 Frames pro Sekunde (fps) der Kamera verarbeiten.

### Auflösung Bildwandausschnitt

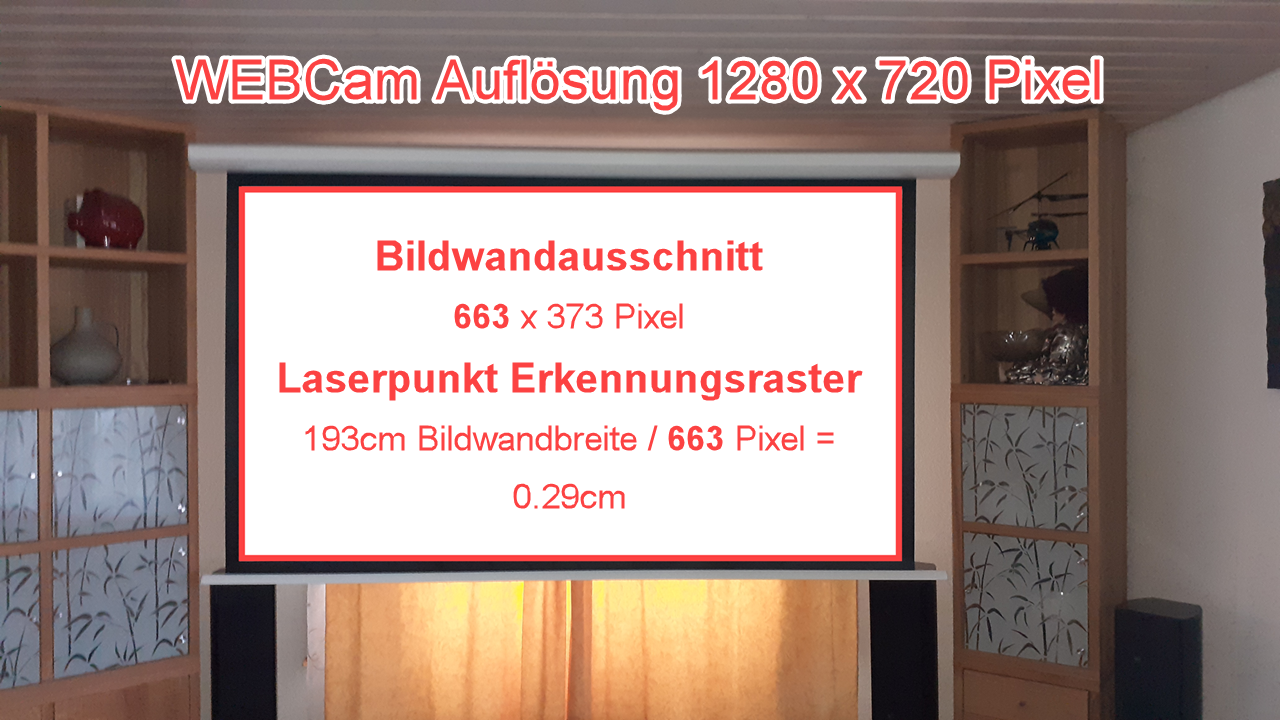
Rastergröße bei einem Bildwandausschnitt von 663 × 373 Pixeln und einer Bildwandbreite von 193 cm ist ≈ 0,29 cm

Die Position der Kamera, das verwendete Objektiv und die eingestellte Auflösung beeinflussen die Anzahl der Pixel des gefilmten Bildwandausschnitts. Während Webcams mehrheitlich ein fest montiertes Objektiv mit fixer Brennweite (Bildwinkel) besitzen, können Industriekameras mit Wechselobjektiven perfekt auf die Größe der Bildwand und deren Position angepasst werden. Je formatfüllender die Bildwand gefilmt wird, desto mehr Pixel stehen für die Berechnung der Trefferkoordinaten zur Verfügung.

### Objektivverzeichnung

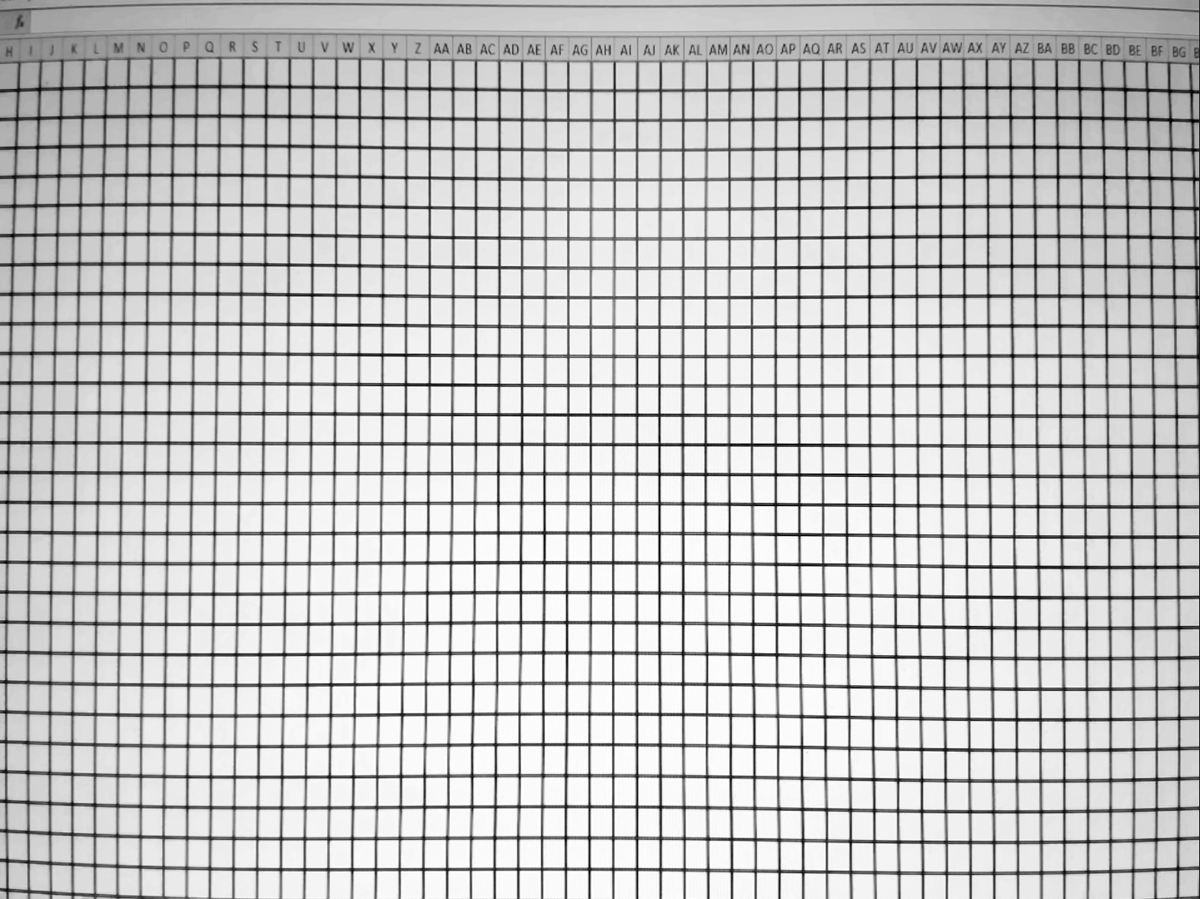
Objektivverzeichnung einer Webcam im gehobenen Preissegment

Jedes Objektiv besitzt eine Verzeichnung. Bei Objektiven von Webcams aus dem Niedrigpreissegment fällt diese stärker aus als bei speziellen Low-Distortion-Objektiven für Industriekameras. Während bei Webcams die Verzeichnung seitens der Hersteller nicht als technische Spezifikation angegeben wird, sie somit nur auf den erzeugten Bildern erkennbar ist, wird bei Objektiven für Industriekameras die Verzeichnung als prozentualer Wert angegeben. Diese kann bei verzerrungsarmen Objektiven variabler Brennweite unter 0,5 % und bei solchen mit fester Brennweite unter 0,1 % liegen.

### Objektiv-Lichtstärke

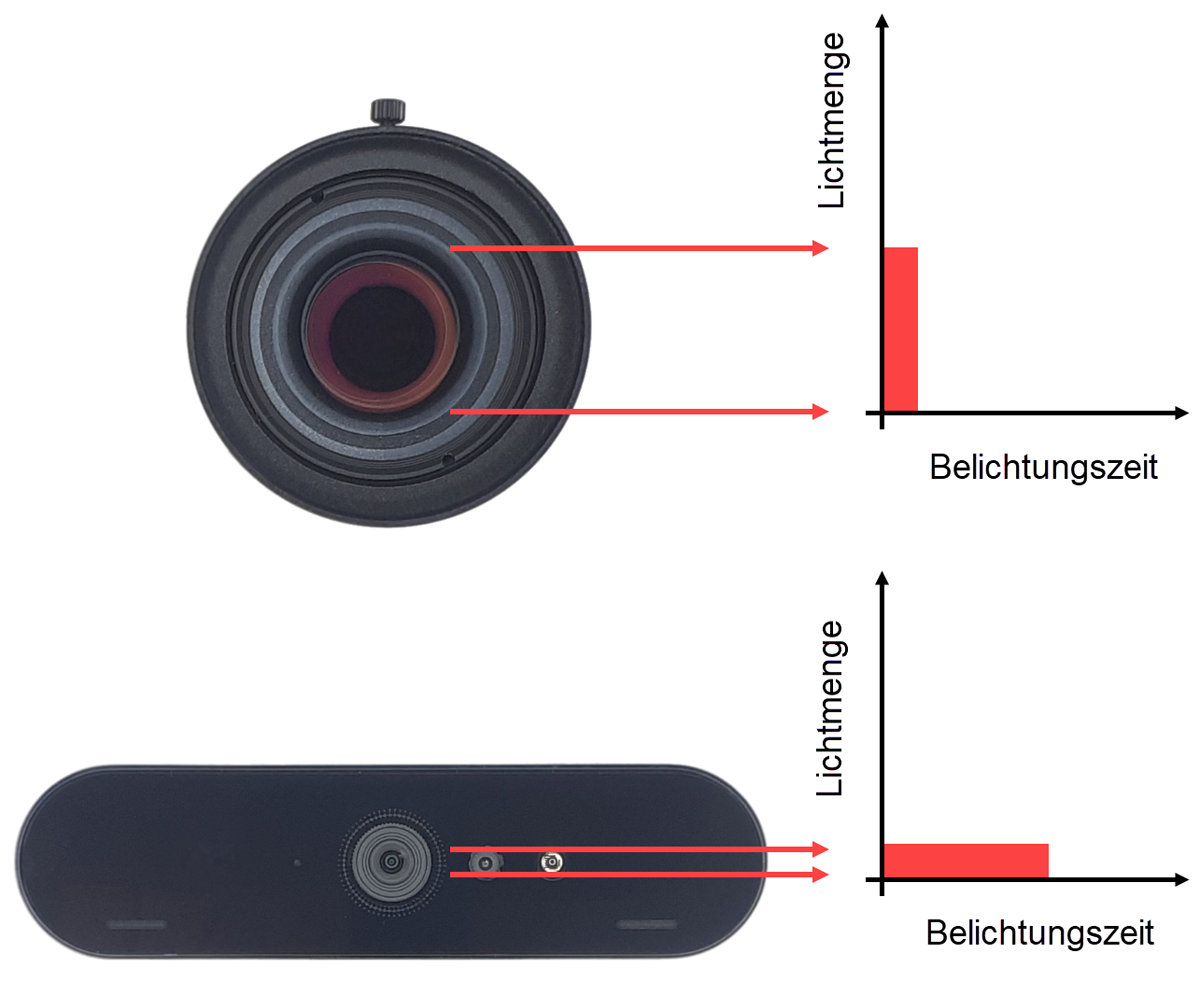
Belichtungszeit bei unterschiedlichen Objektivlinsen

Die fotografische Lichtstärke ist ein Maß für die Fähigkeit einer Linse oder eines optischen Systems, für eine optische Abbildung Licht zu sammeln. Das Ziel einer Kamera ist es, für den jeweiligen Einsatz ein entsprechend gut belichtetes Bild zu erzeugen. Bei identischen Sensoren und identischen Einstellungen führen kleine (und damit weniger lichtstarke) Objektivlinsen zu einer verlängerten Belichtungszeit, was zu einer reduzierten Framerate (fps) führt. Größere Objektivlinsen hingegen leiten mehr Licht auf den Sensor, was zu kürzeren Belichtungszeiten und entsprechend zu höheren Frameraten führt. Bei der Verwendung von Laser-Schussmarkieren hat die Framerate einer Kamera einen signifikanten Einfluss auf die Präzision der berechneten Trefferkoordinaten.

### Perspektivische Verkürzung

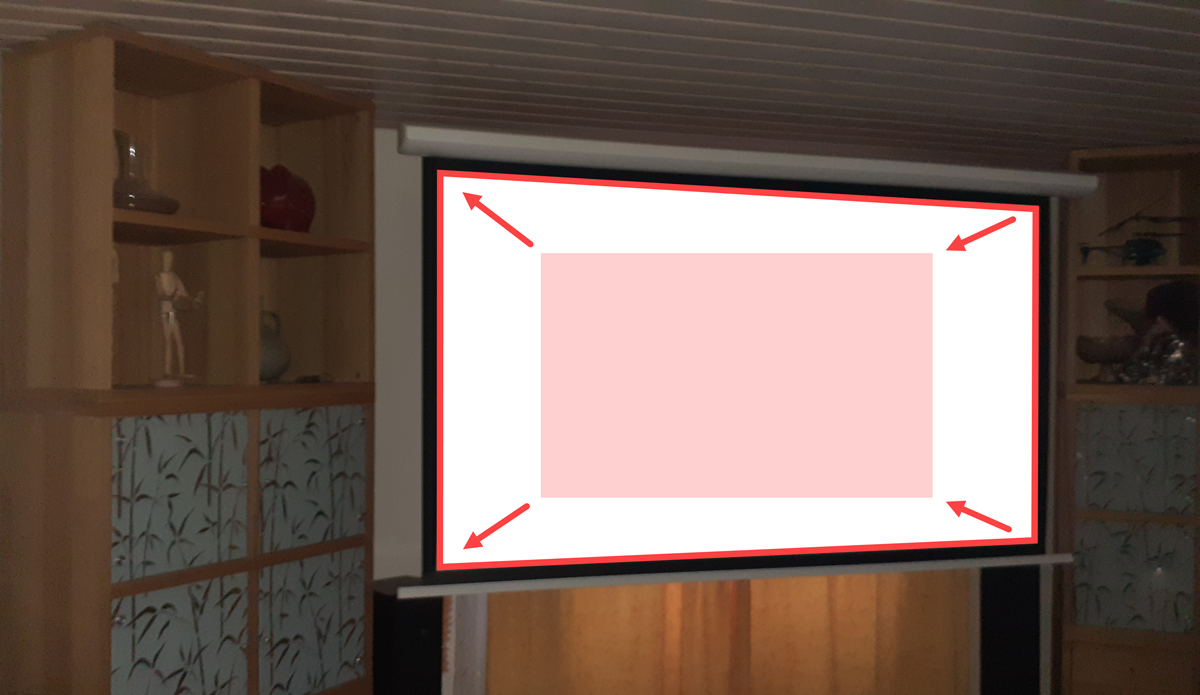
Perspektivische Verkürzung des Bildes von einer nicht parallel, senkrecht und bildmittig ausgerichteten Kamera

Wird die Bildwand nicht von einer parallel, senkrecht und bildmittig zur Bildwand positionierten Kamera aufgenommen (Orthogonalprojektion), kommt es zu einer perspektivischen Verkürzung der aufgenommenen Bildwand. Näher am Aufnahmesensor der Kamera befindliche Linien werden dabei länger abgebildet, weiter entfernte Linien kürzer.
Um die Koordinaten eines Treffers auf der Bildwand trotz perspektivischer Verkürzung möglichst genau berechnen zu können, bieten gewisse Hersteller von Schusserkennungssystemen eine sogenannte „unregelmäßige Viereck-zu-Rechteck“-Konvertierung an (im englischen auch planar homography H oder quadrilateral to rectangle transformation genannt).

Dies hat den Vorteil, dass das Bild einer suboptimal positionierten Kamera korrigiert werden kann. Allerdings hat dieses Verfahren auch Nachteile. Die Abbildung des Treffers in den korrigierten Bereichen wird diffuser, was zu einer unpräziseren Berechnung der Trefferkoordinaten führt. Ein noch größerer Nachteil ist der erhöhte Ressourcenverbrauch des Computers, welcher die vier Eckpunkte des perspektivisch verkürzten Bildwandausschnittes auf die vier Eckpunkte des zu steuernden Monitors mappt. Dieser Algorithmus besteht aus einer 3×3-Matrix mit 8 Gleichungen und 8 Unbekannten. Der hierbei entstehende Ressourcenverbrauch des Computers kann die Anzahl der bearbeiteten Kamerabilder pro Sekunde und/oder die Fähigkeit zur flüssigen Darstellung der Trainingseinheiten negativ beeinflussen.

## Modifikationen
Es bestehen verschiedene Möglichkeiten zur Anpassung einzelner Komponenten für den Einsatz in einem elektronischen Schießkino. Je nach Hersteller und Modell sind zum Beispiel Umbaukits zur Umstellung von Single-Action- zu Double-Action-Abzügen von realen Schusswaffen erhältlich. Modifikationen an einer Softairwaffe können das Arretieren des Schlittens bei leerem Magazin verhindern oder durch eine Anpassung der Montagesysteme können Schussmarkierer unterschiedlicher Hersteller kombiniert werden.

### Schussmarkierer

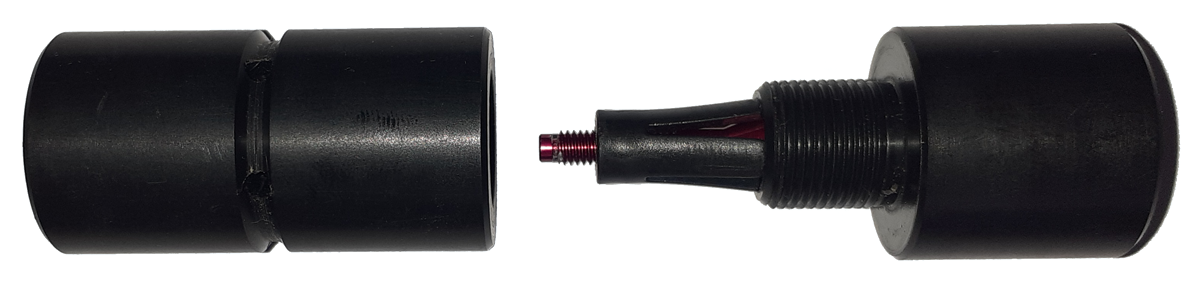
Schussmarkierer in Schalldämpferattrappe mit waffenspezifischen Anschlussgewinde
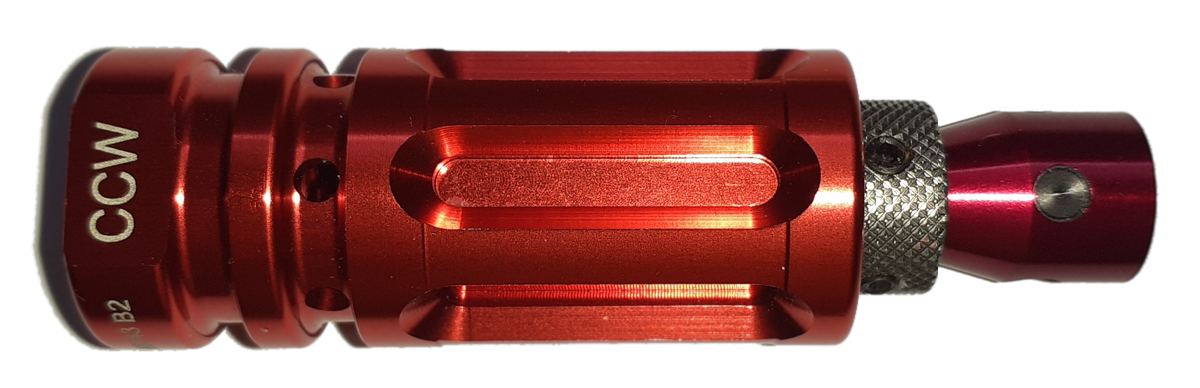
Kombination Schussmarkierer und Montageadapter verschiedener Hersteller mittels Vergrößerung der Kernlochbohrung im Montageadapter
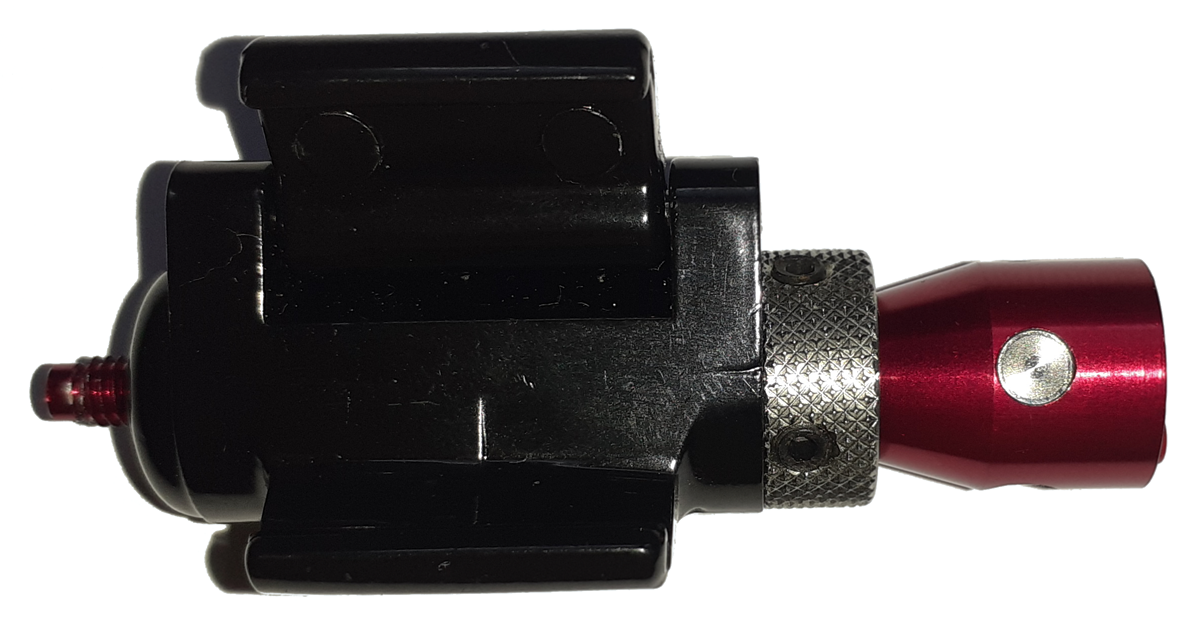
Kombination Schussmarkierer und Montageadapter verschiedener Hersteller mittels einer Bohrung im Montageadapter

Wenn zum Beispiel ein bereits vorhandener Schussmarkierer an einer neuen Waffe eingesetzt werden soll, welche inkompatibel zu dem Schussmarkierer ist, kann eine leichte Modifikation an Montageadaptern dieses Problem beheben.

### Softairwaffen

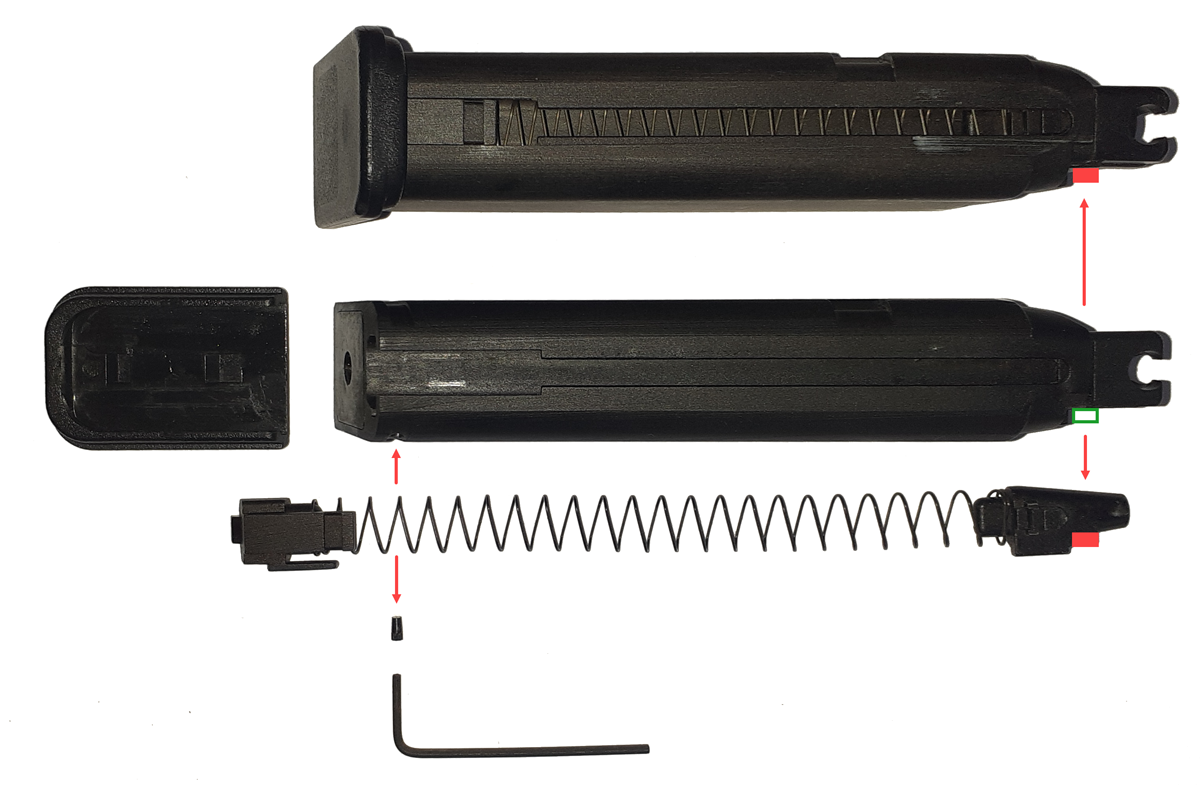
Demontage des Schlittenfangbolzens um das Arretieren des Schlittens bei leerem Magazin zu verhindern (Glock Magazin)
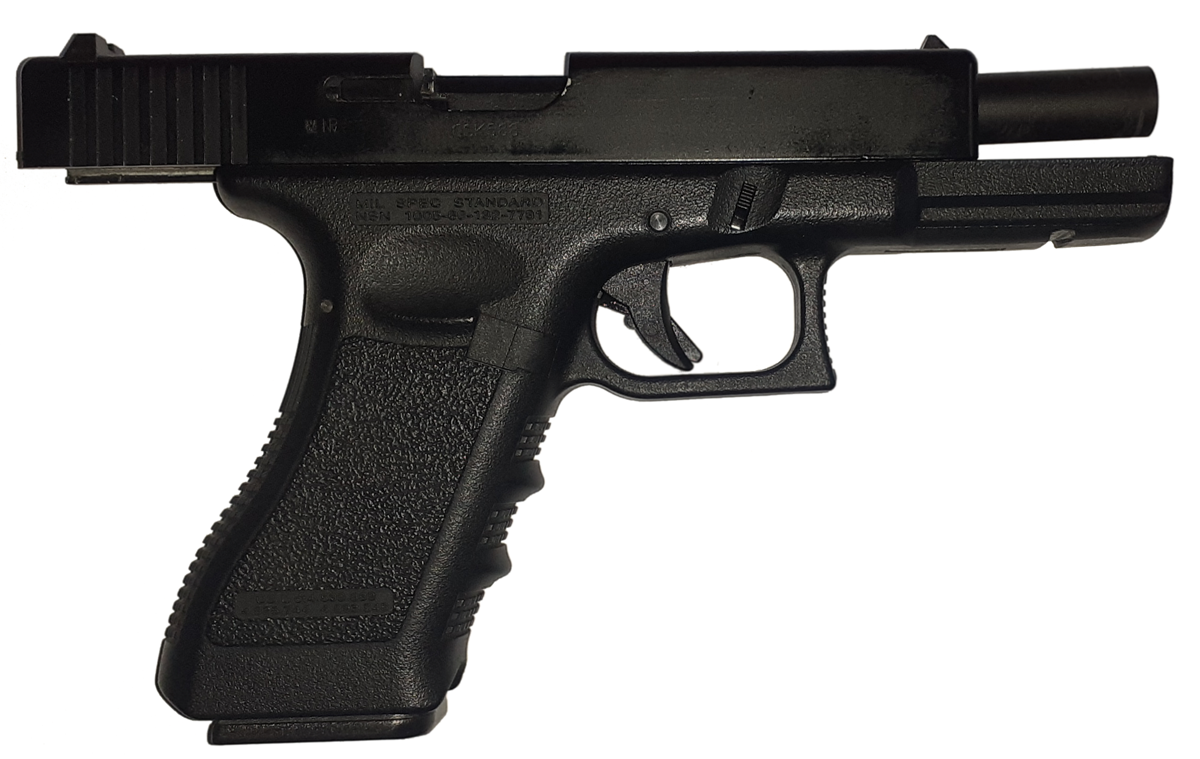
Softairwaffe mit arretiertem Schlitten bei leerem Magazin (Glock 17)
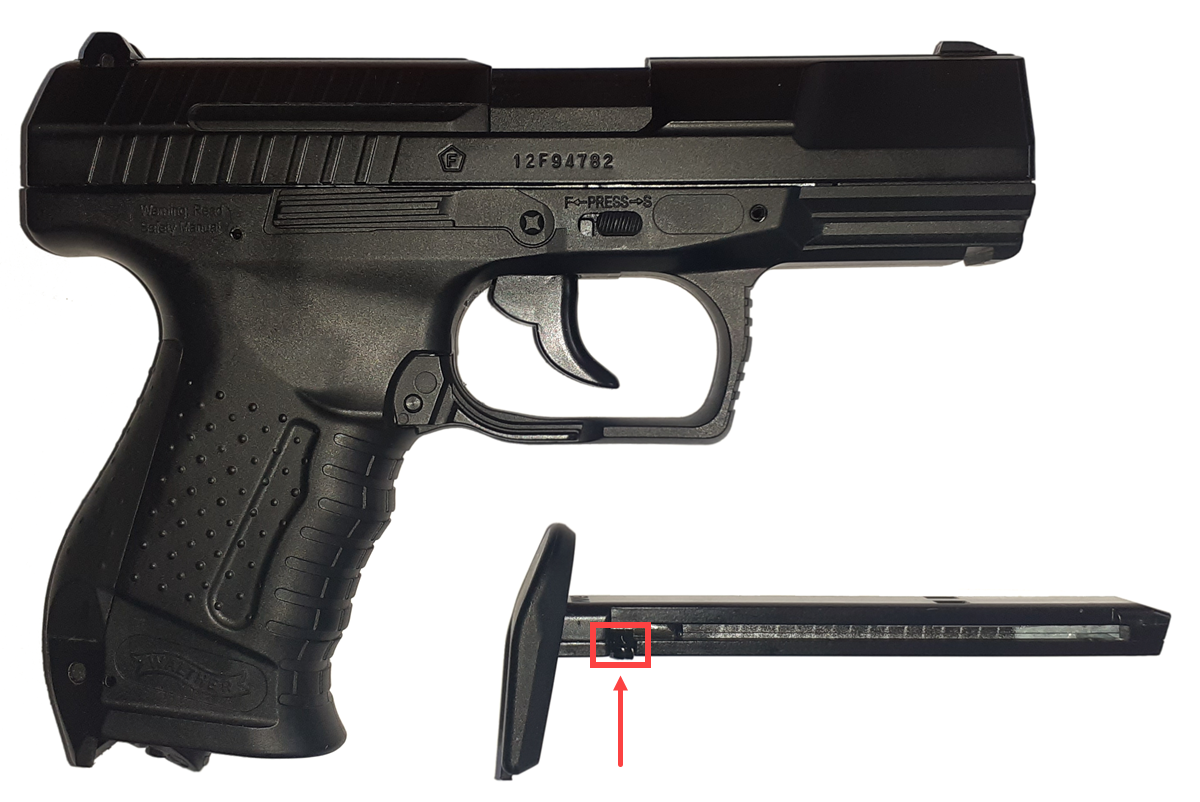
Blockieren des federgespannten Schiebers um das Arretieren des Schlittens bei leerem Magazin zu verhindern (Walther P99 DAO)

Wenn in einem elektronischen Schießkino eine Softairwaffe ohne Munition (BB) eingesetzt wird, kann je nach Bauart und Ausführung entweder der Abzug oder bei Gas-Blow-Back-Waffen (GBB) der Schlitten blockieren, was somit eine weitere Schussabgabe verhindert. Eine vielfach eingesetzte Lösung bei GBB-Waffen ist die Entfernung des Schlittenfangbolzens innerhalb des Magazins, welcher bei leerem Magazin den Schlitten arretiert.

### Schusswaffen

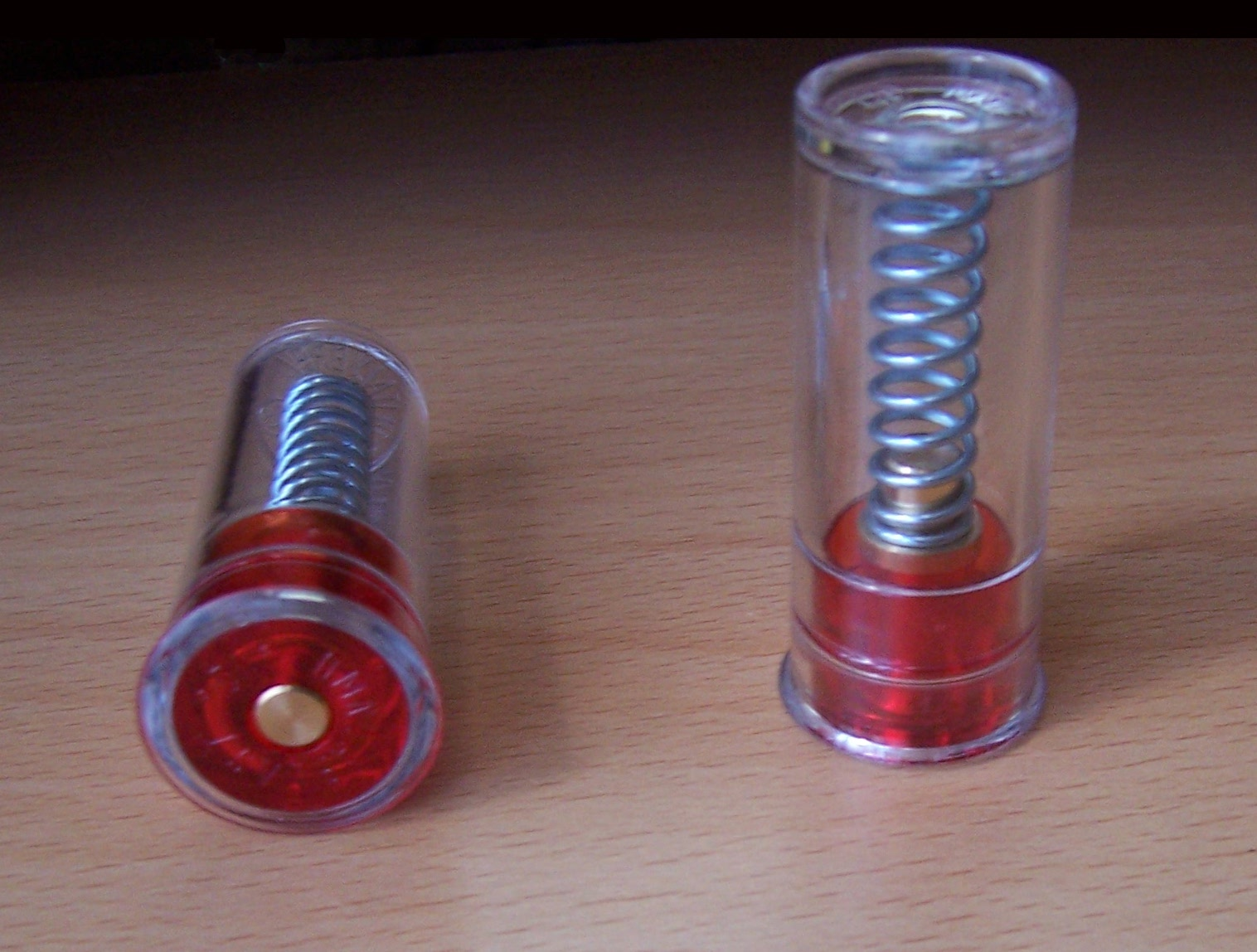
Zwei 12 Gauge Schrotflinten Snap-Caps mit federgedämpften Zündhütchenattrappen
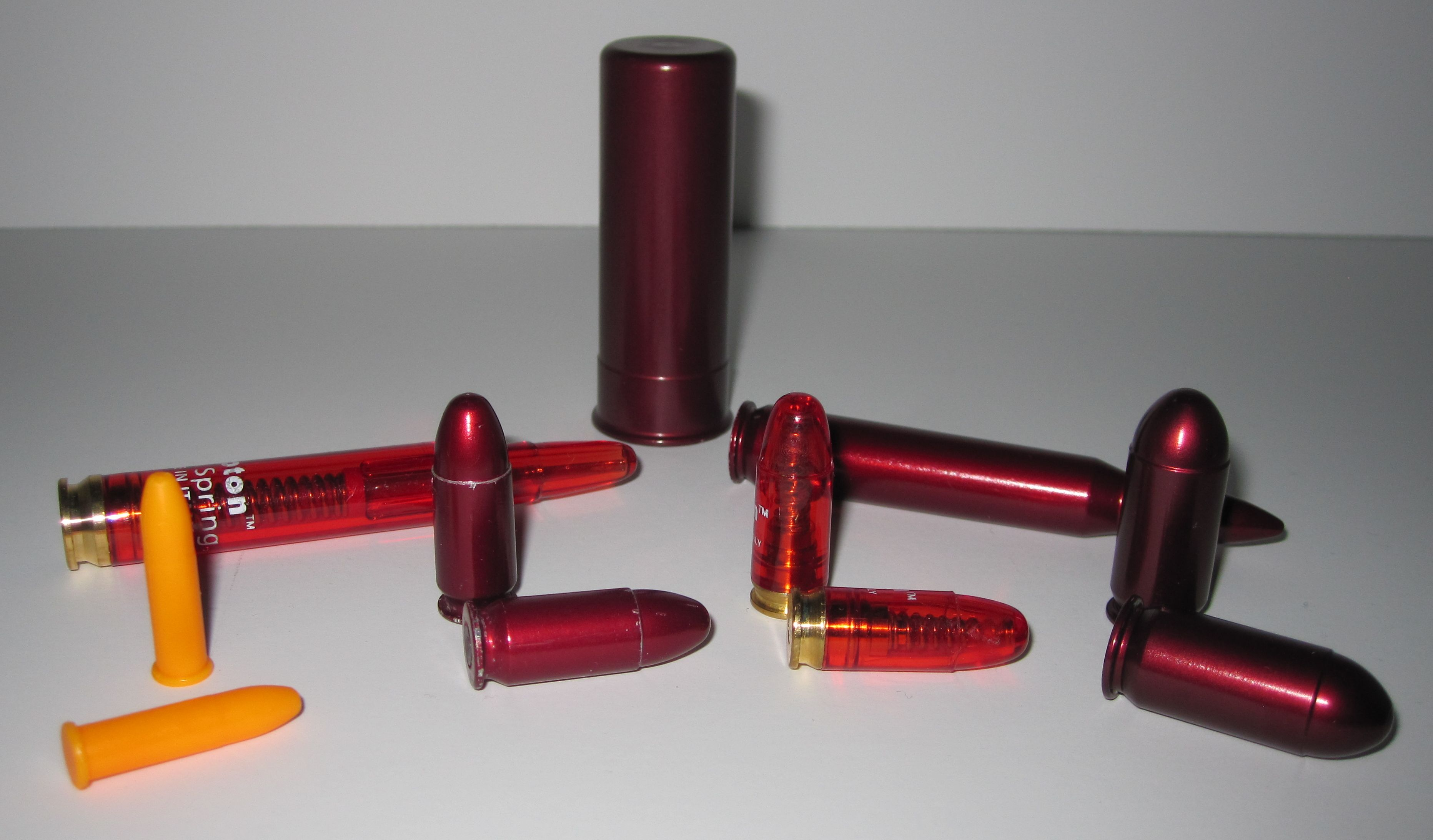
Ein Sortiment von Snap-Caps verschiedener Hersteller und Kaliber
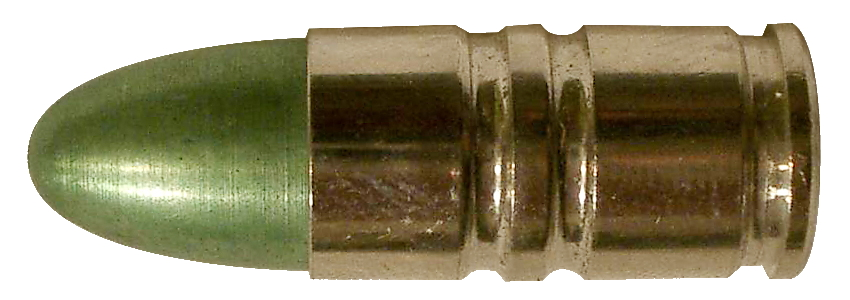
Exerzierpatrone 9 × 19 mm

Um eine Schussabgabe gewisser Waffentypen zu emulieren, ohne Gefahr zu laufen, Komponenten der Waffe zu beschädigen, können Pufferpatronen eingesetzt werden (im Englischen auch Snap-Caps, dummy rounds oder practice rounds genannt). Pufferpatronen ermöglichen unter anderem einen Funktionscheck der Waffe, Trockenfeuerübungen (im Englischen auch Dry fire training genannt) in einem elektronischen Schießkino, die Simulation von Schusswaffenstörungen und ein Triggersteuerungstraining (Abzugskontrolle) ohne den Einsatz scharfer Munition.

### Kamera

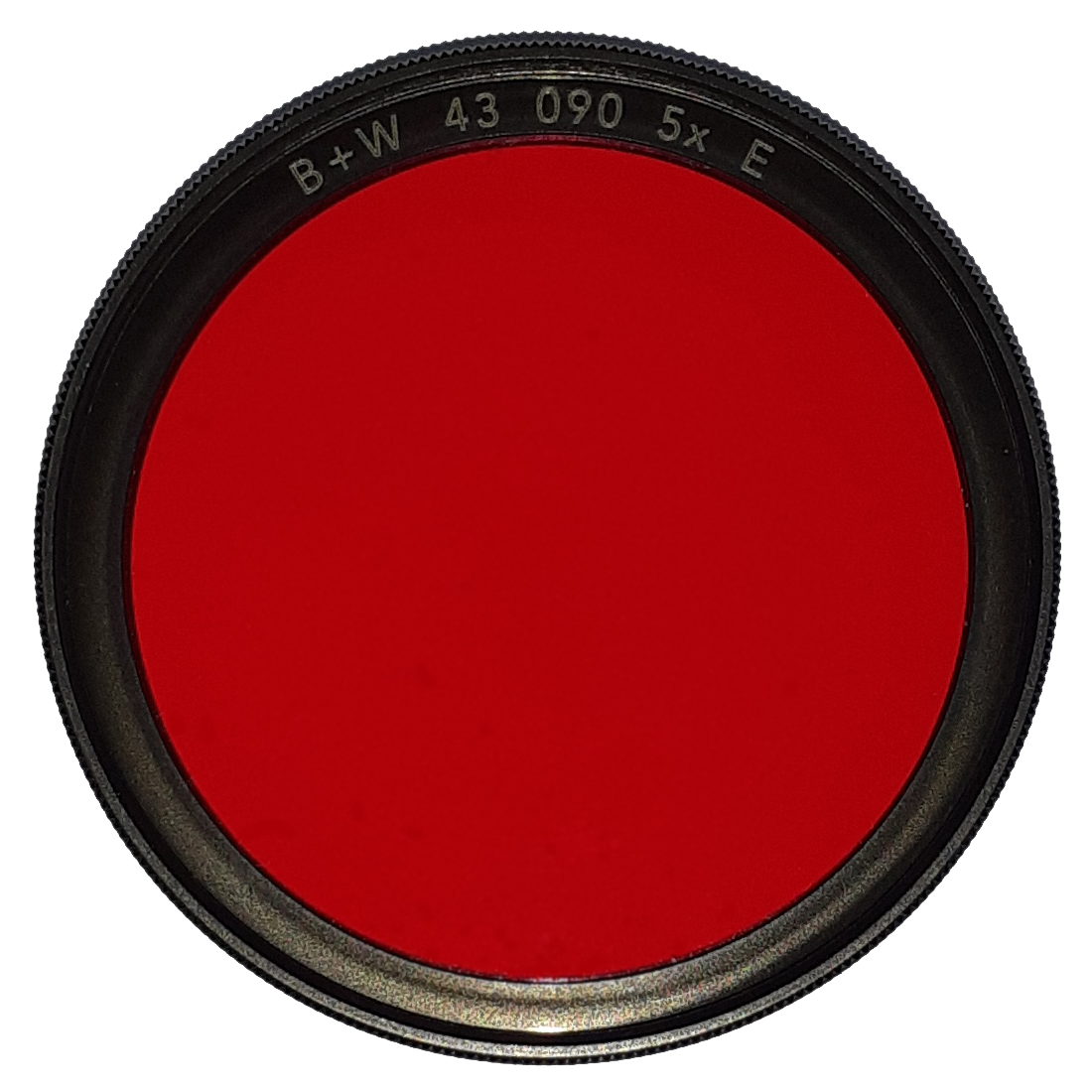
Langpassfilter ab der Wellenlänge Rotlicht
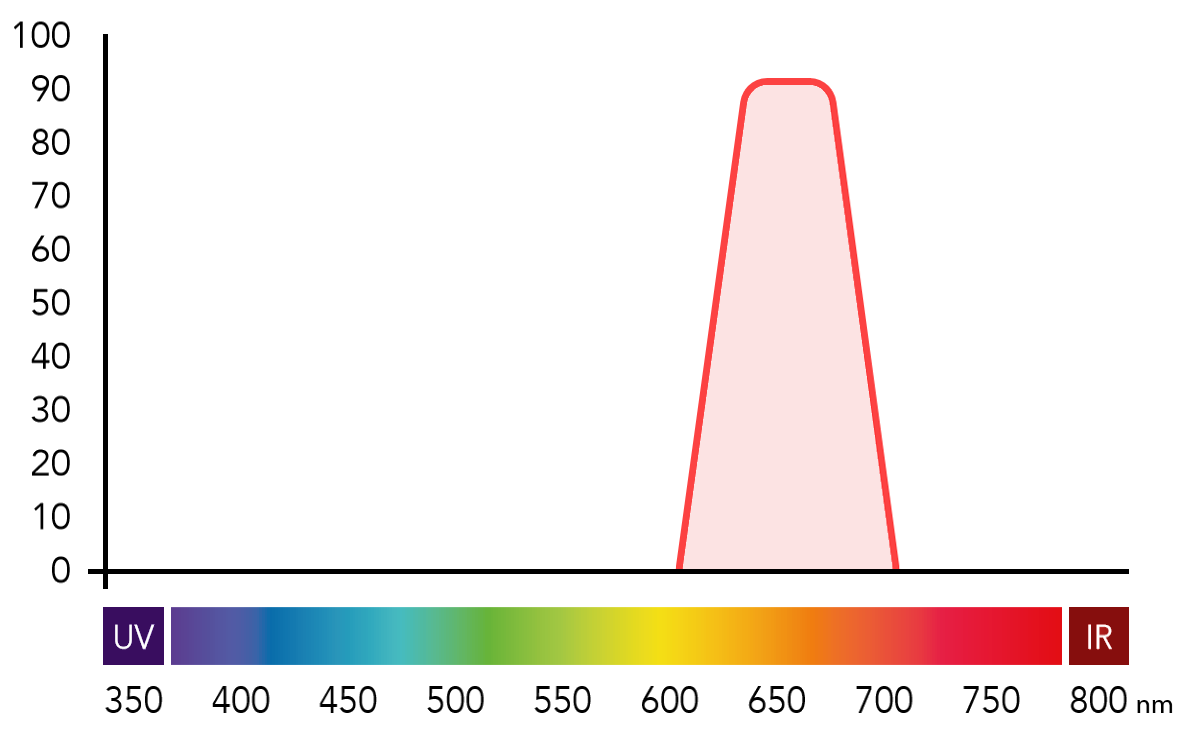
Bandpassfilter überträgt ein definiertes Wellenlängenband. Zum Beispiel für Rotlicht-Laser im Bereich 650 nm
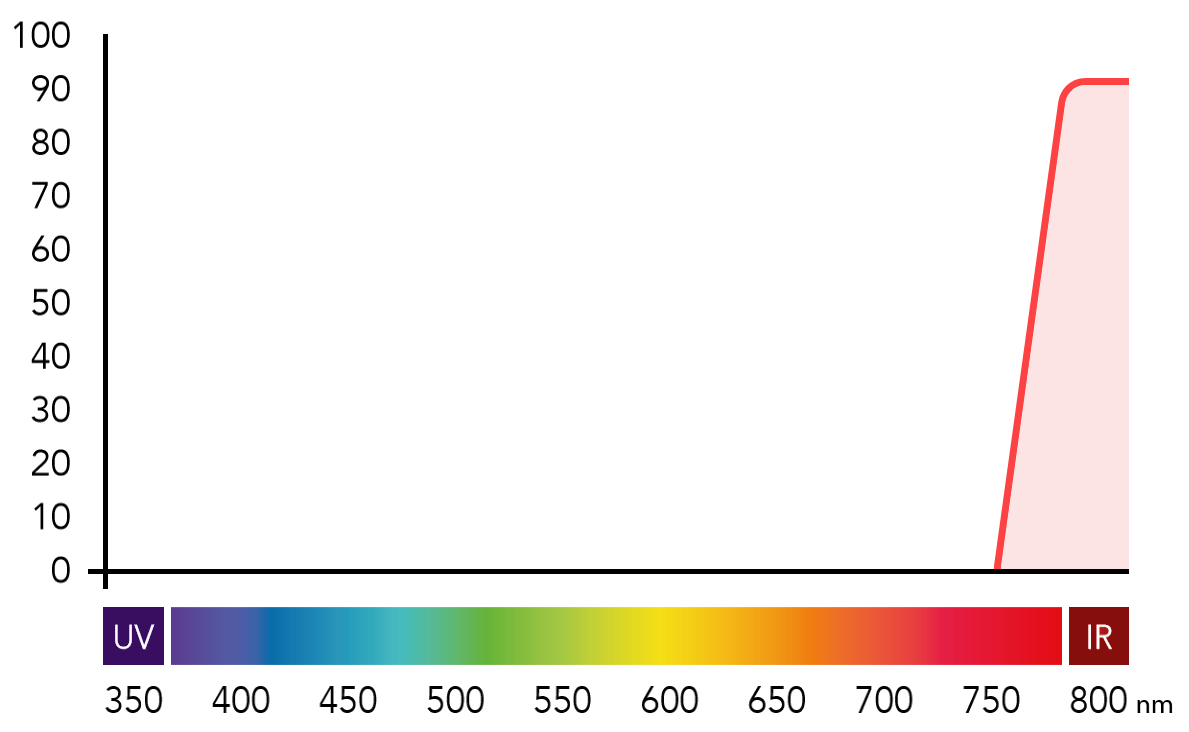
Langpassfilter überträgt Wellen ab einer definierten Wellenlänge. Zum Beispiel für IR-Laser im Bereich 780 nm

Um das Kontrastverhältnis des von der Kamera aufgenommenen Laserlichtpunktes zur Umgebung zu erhöhen, kann ein Bandpassfilter oder auch ein Langpassfilter eingesetzt werden. Bandpassfilter übertragen nur ein bestimmtes Wellenlängenband und blockieren andere Wellenlängen. Langpassfilter übertragen Wellen ab ihrer Übertragungsschwelle. Je höher der Kontrast zwischen Laserpunkt und der Umgebung auf der gefilmten Bildwand ist, desto kürzer kann die Belichtungszeit der Kamera gewählt werden, was wiederum zu einer gesteigerten Bildfrequenz führt.

## Gefahrenpotenzial
Prävention und verantwortungsbewusstes Handeln sind die besten Wege, um Gefahren zu vermeiden.

### Projektile

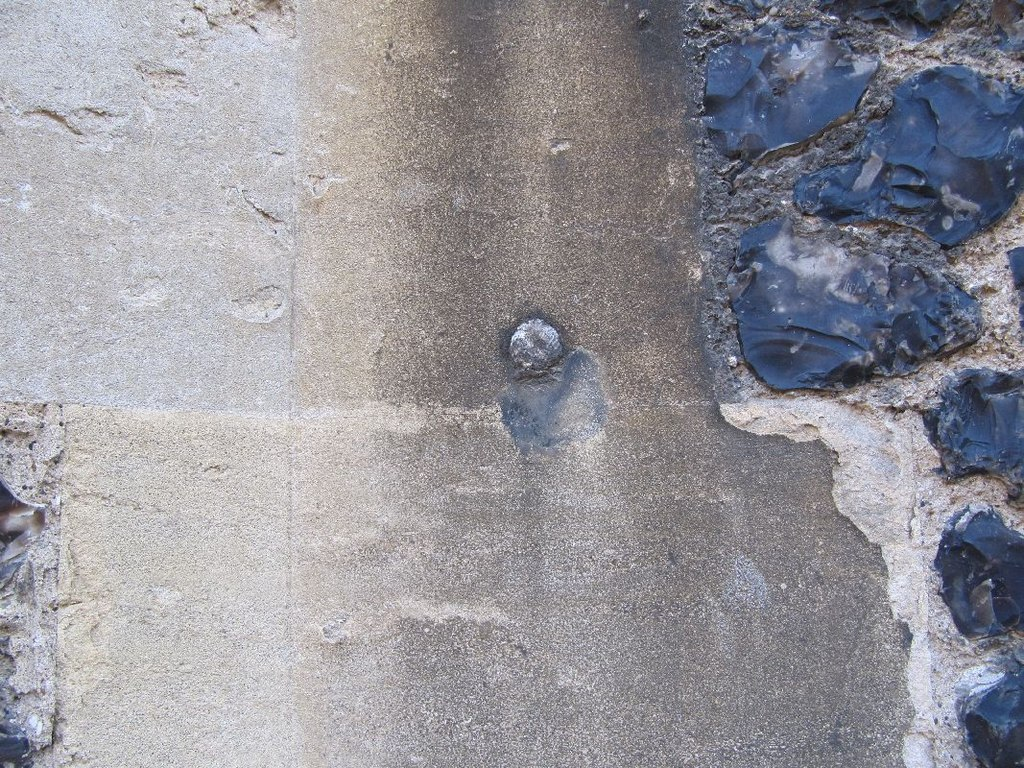
Munitionssplitter

Beim Auftreffen von Projektilen können Splitter entstehen. Das Tragen eines Gehörschutzes und einer Schutzbrille sind daher empfehlenswerte Maßnahmen.

### Treibladung

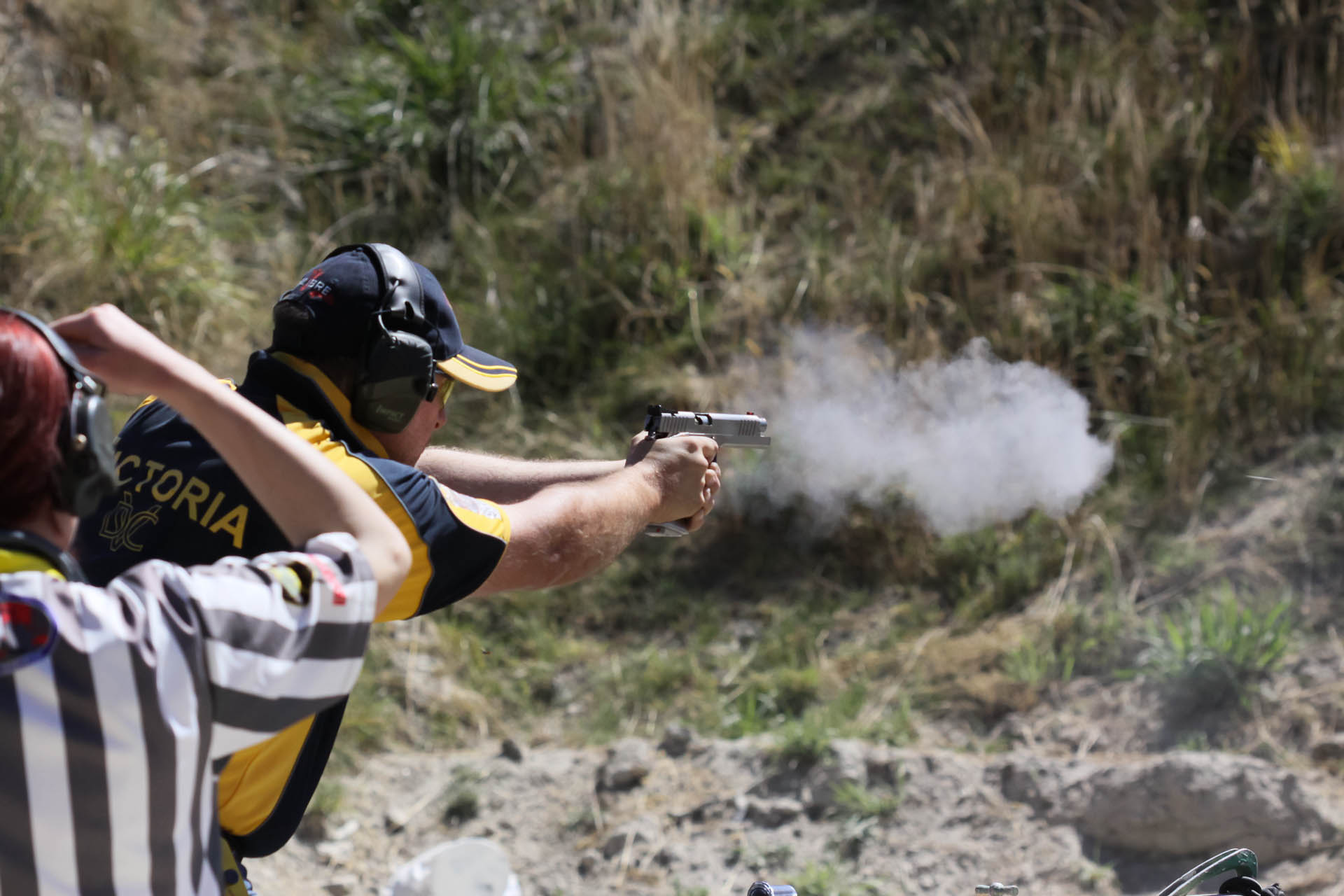
Entstehende Gase beim Zünden einer Treibladung

In geschlossenen Schießanlagen entstehen beim Schießen mit Feuerwaffen, sprich dem Verbrennen einer Treibladung, Gase und Stäube, welche die Raumluft belasten. Um gesundheitliche Schäden auszuschließen, sind raumlufttechnische Anlagen erforderlich.

### Softairgas

Brandklasse C

Das Brandrisiko im Zusammenhang mit Softairgas ist ein wichtiger Aspekt, der berücksichtigt werden sollte. Eine gute Belüftung, ein griffbereiter Feuerlöscher und ausreichende Sicherheitsabstände zu den Gasbehältern sind daher empfehlenswerte Maßnahmen.
- Softairgas, welches Propan oder Butan enthält, ist leicht entzündlich und kann bei unsachgemäßem Umgang zu Bränden führen.
- Beim Umgang mit Softairgas ist es wichtig, die Lagerung und den Transport sicher durchzuführen. Gasflaschen sollten vor direkter Sonneneinstrahlung und Hitze geschützt werden.
- Brennbare Gase können sich in geschlossenen Räumen ansammeln und bei Funken oder offener Flamme entzünden.
- In Softairgas befindliches Silikonöl tritt als feiner Nebel aus der Waffe aus und kann zu einer erhöhten Rutschgefahr führen.

## Gesetzliche Aspekte
Verschiedene gesetzliche Aspekte tangieren den Betrieb oder den Besuch eines Schießkinos. Es sind hierbei unter anderem das Urheberrecht von Trainingseinheiten, der gesetzeskonforme Import, der Besitz und Betrieb von Schussmarkierern und die Vorschriften über den Erwerb, Besitz und dem Mitführen von Waffen zu beachten.

### Laser

Laserklassen – Warnzeichen vor Laserstrahlen nach DIN EN ISO 7010

Laser werden gemäß des Gefahrenpotentials der Strahlung auf Organismen in unterschiedliche Klassen eingeteilt. Diese Klassen definieren unter anderem Importbeschränkungen und gesetzliche Auflagen für den Besitz und Betrieb. Je nach Hersteller gibt es spezielle Versionen für den legalen Import und Betrieb von Schussmarkieren in Europa. Da Schussmarkierer, obwohl sie nur einen kurzen Laserlichtimpuls aussenden, vom Gesetzgeber als Laserpointer deklariert werden, gelten entsprechende Vorgaben.
- Schweiz - Die Laserleistung von Laserpointern wird in der Schweiz auf die Laserschutzklasse 1 beschränkt. Der Besitz, die Einfuhr, der Vertrieb und die Verwendung von Laserpointern höherer Laserklassen sind in der Schweiz verboten.[11]
- Deutschland (EU) - Für den privaten Gebrauch dürfen Laserpointer in Deutschland nur importiert und in den Verkehr gebracht werden, wenn sie im sichtbaren Bereich den Laserklassen 1, 1M, 2 oder 2M oder im unsichtbaren Bereich den Laserklassen 1 oder 1M entsprechen.[12][13]

### Schussmarkierer

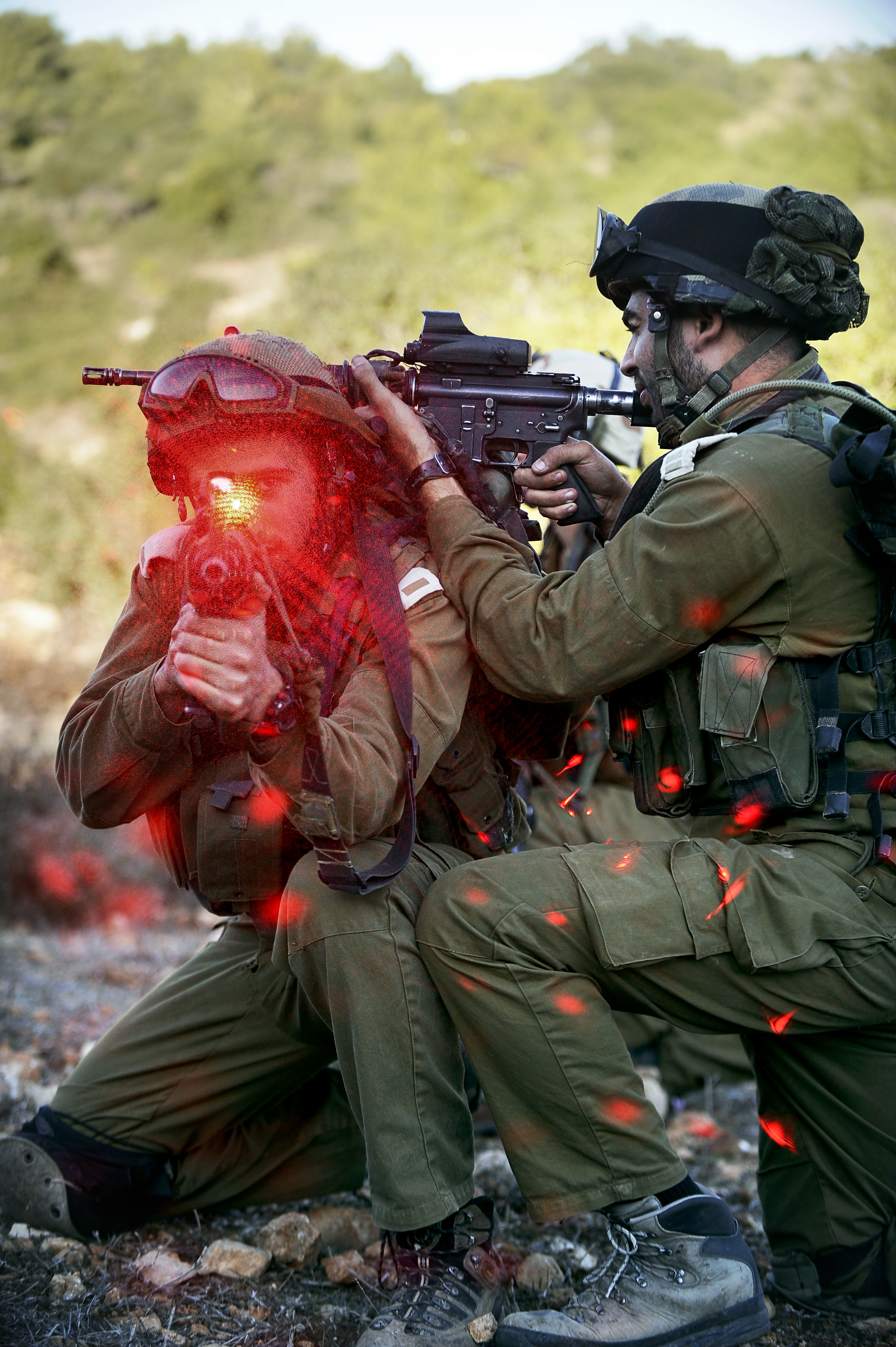
Laserzielhilfe beim Training der israelischen Streitkräfte

Im Gegensatz zu Laserzielvorrichtungen unterliegen Schussmarkierer ohne die Möglichkeit eines Betriebsmodus mit kontinuierlich leuchtendem Laserstrahl keiner gesetzlichen Beschränkung gemäß Anlage 2 – Waffengesetz (WaffG) für Deutschland, oder dem Bundesgesetz über Waffen, Waffenzubehör und Munition für die Schweiz da sie nicht als Zielmarkierung, bzw. Zielbeleuchtung verwendet werden können. Gesetzeskonforme Produkte sind in offiziellen Vertretungen oder Importeuren der Hersteller in den entsprechenden Ländern erhältlich.

### Trainingseinheiten
Verschiedene gesetzliche Aspekte tangieren den Betrieb einer Trainingseinheit. Zu diesen Kriterien gehören unter anderem folgende Bereiche.
- Besitz einer legal erworbenen Lizenz oder eines legal erworbenen Nutzungsrechts der Trainingseinheit
- In der EU dürfen keine Kopien oder Backups einer Trainingseinheit verwendet werden, welche nur mittels der Umgehung eines Kopierschutzes erstellt werden können.[16]
- Emulatoren dürfen nur legal verwendet werden, sofern sie komplett nachprogrammiert worden sind und kein separates, originales Bios der emulierten Konsole benötigen.
- Spiele, auch sogenannte ROMs (englisch read-only memory), unterliegen je nach Land und Eigenschaft bis zu 120 Jahren dem Urheberrecht.

### Waffen

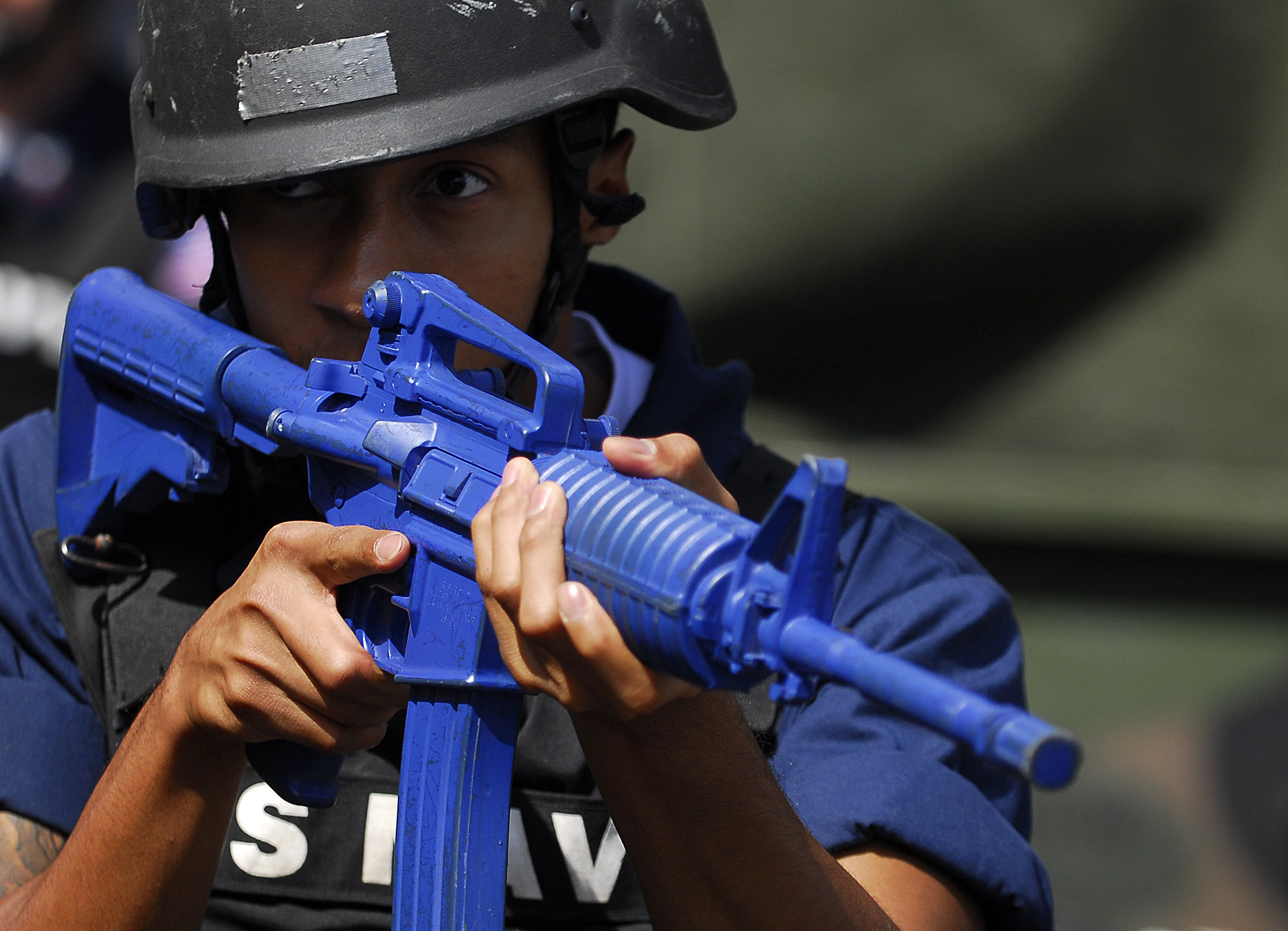
Soldat der U.S. Navy mit blauer Trainingswaffe

Der Erwerb, der Besitz und das Mitführen einer Waffe unterliegen gesetzlichen Vorschriften. Auch Softairwaffen unterliegen gesetzlichen Vorschriften, da sie unter Umständen von einem Laien nicht sofort von einer realen Waffe unterschieden werden können (Anscheinswaffe). Trainingswaffen, welche unter anderem neonfarbene Materialien enthalten oder transparent sind, werden je nach Land nicht als Waffe deklariert.

### Besuch eines Schießkinos

Muster eines deutschen Waffenscheins

Das Mitführen einer Waffe in der Schweiz sowie in Deutschland unterliegt strengen gesetzlichen Vorschriften. So stellt zum Beispiel der Besuch eines privat geführten elektronischen Schießkinos mit der eigenen Waffe unter Umständen bereits ein unerlaubtes Mitführen einer Waffe dar. Dies gilt für alle Arten von Waffen, welche von einem Laien nicht sofort als Trainingswaffe erkannt werden können (Anscheinswaffen).